# Paysage
Pour les articles homonymes, voir Paysage (homonymie).
 (avril 2025).
La mise en forme du texte ne suit pas les recommandations de Wikipédia : il faut le « wikifier ».
Les points d'amélioration suivants sont les cas les plus fréquents. Le détail des points à revoir est peut-être précisé sur la page de discussion.
- Les titres sont pré-formatés par le logiciel. Ils ne sont ni en capitales, ni en gras.
- Le texte ne doit pas être écrit en capitales (les noms de famille non plus), ni en gras, ni en italique, ni en « petit »…
- Le gras n'est utilisé que pour surligner le titre de l'article dans l'introduction, une seule fois.
- L'italique est rarement utilisé : mots en langue étrangère, titres d'œuvres, noms de bateaux, etc.
- Les citations ne sont pas en italique mais en corps de texte normal. Elles sont entourées par des guillemets français : « et ».
- Les listes à puces sont à éviter, des paragraphes rédigés étant largement préférés. Les tableaux sont à réserver à la présentation de données structurées (résultats, etc.).
- Les appels de note de bas de page (petits chiffres en exposant, introduits par l'outil «  Source ») sont à placer entre la fin de phrase et le point final[comme ça].
- Les liens internes (vers d'autres articles de Wikipédia) sont à choisir avec parcimonie. Créez des liens vers des articles approfondissant le sujet. Les termes génériques sans rapport avec le sujet sont à éviter, ainsi que les répétitions de liens vers un même terme.
- Les liens externes sont à placer uniquement dans une section « Liens externes », à la fin de l'article. Ces liens sont à choisir avec parcimonie suivant les règles définies. Si un lien sert de source à l'article, son insertion dans le texte est à faire par les notes de bas de page.
- La présentation des références doit suivre les conventions bibliographiques. Il est recommandé d'utiliser les modèles {{Ouvrage}}, {{Chapitre}}, {{Article}}, {{Lien web}} et/ou {{Bibliographie}}. Le mode d'édition visuel peut mettre en forme automatiquement les références.
- Insérer une infobox (cadre d'informations à droite) n'est pas obligatoire pour parachever la mise en page.

Pour une aide détaillée, merci de consulter Aide:Wikification.
Si vous pensez que ces points ont été résolus, vous pouvez retirer ce bandeau et améliorer la mise en forme d'un autre article.

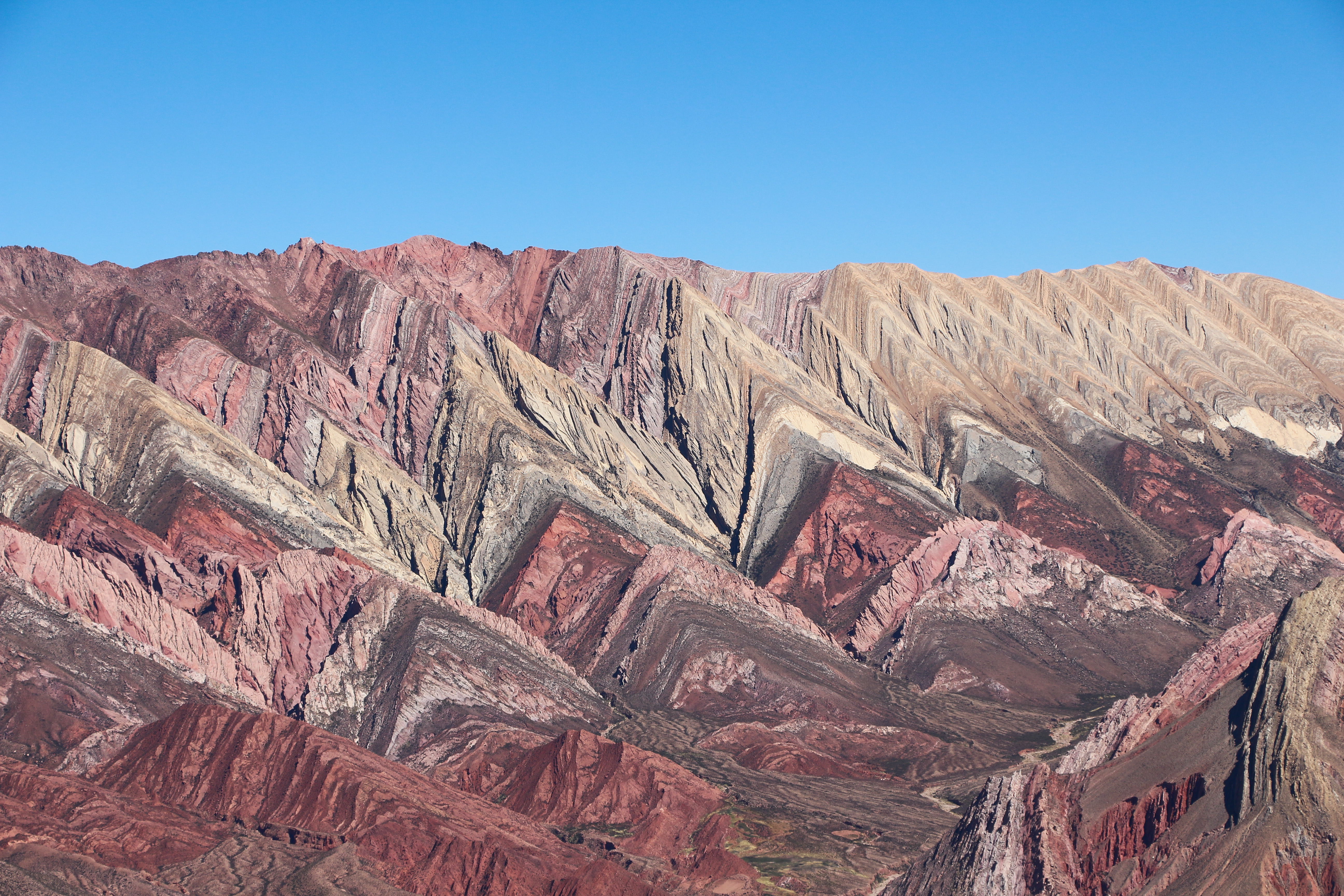
Paysage photographique aux multiples couleurs de la Serranía de Hornocal, massif montagneux situé près de la ville d'Humahuaca, province de Jujuy, Argentine.

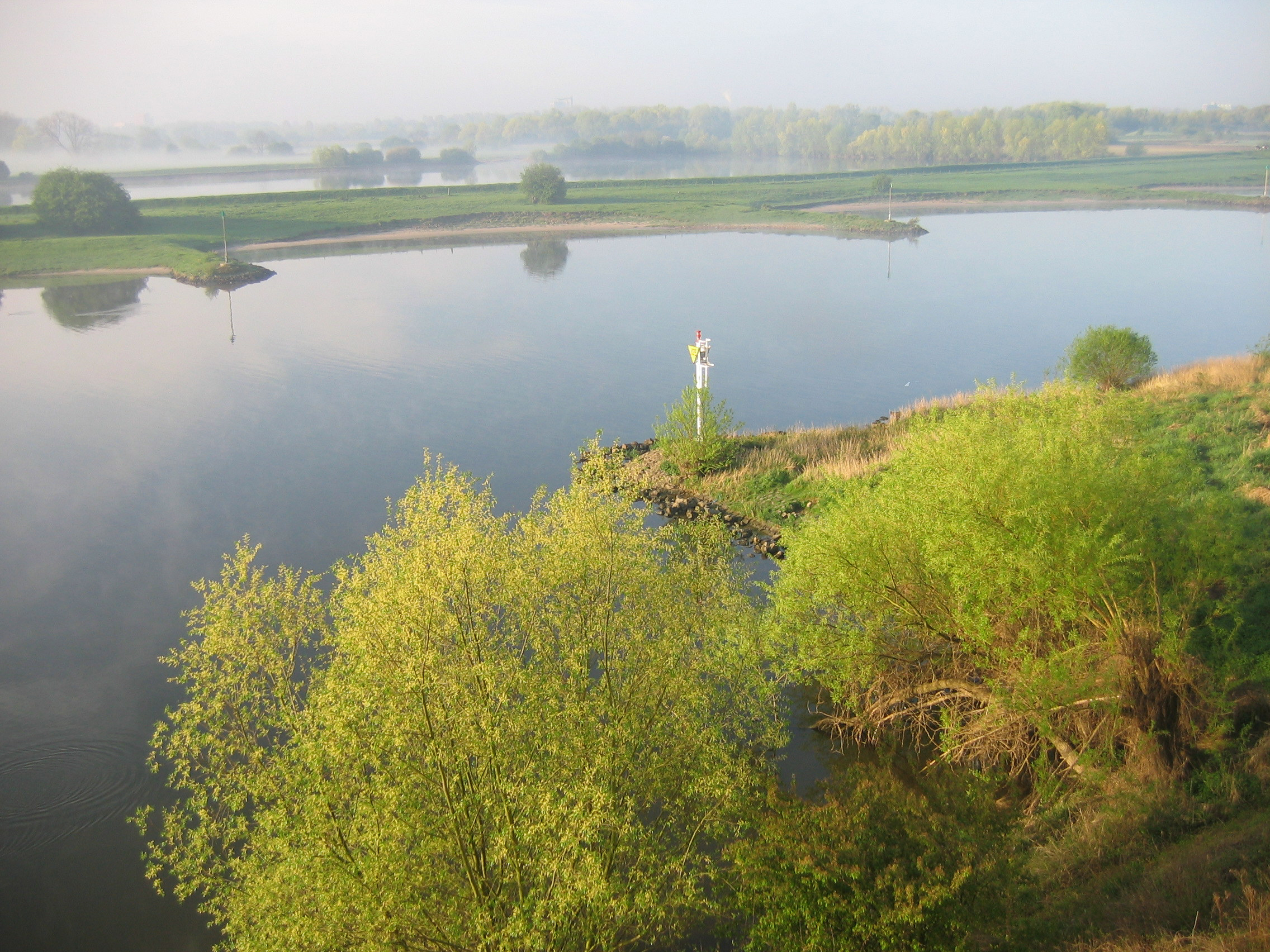
Paysage photographique brumeux près d'Arnhem, aux Pays-Bas. Les étendues naturelles sont protégées par décret et des capteurs de vérification du niveau des eaux sont installés.

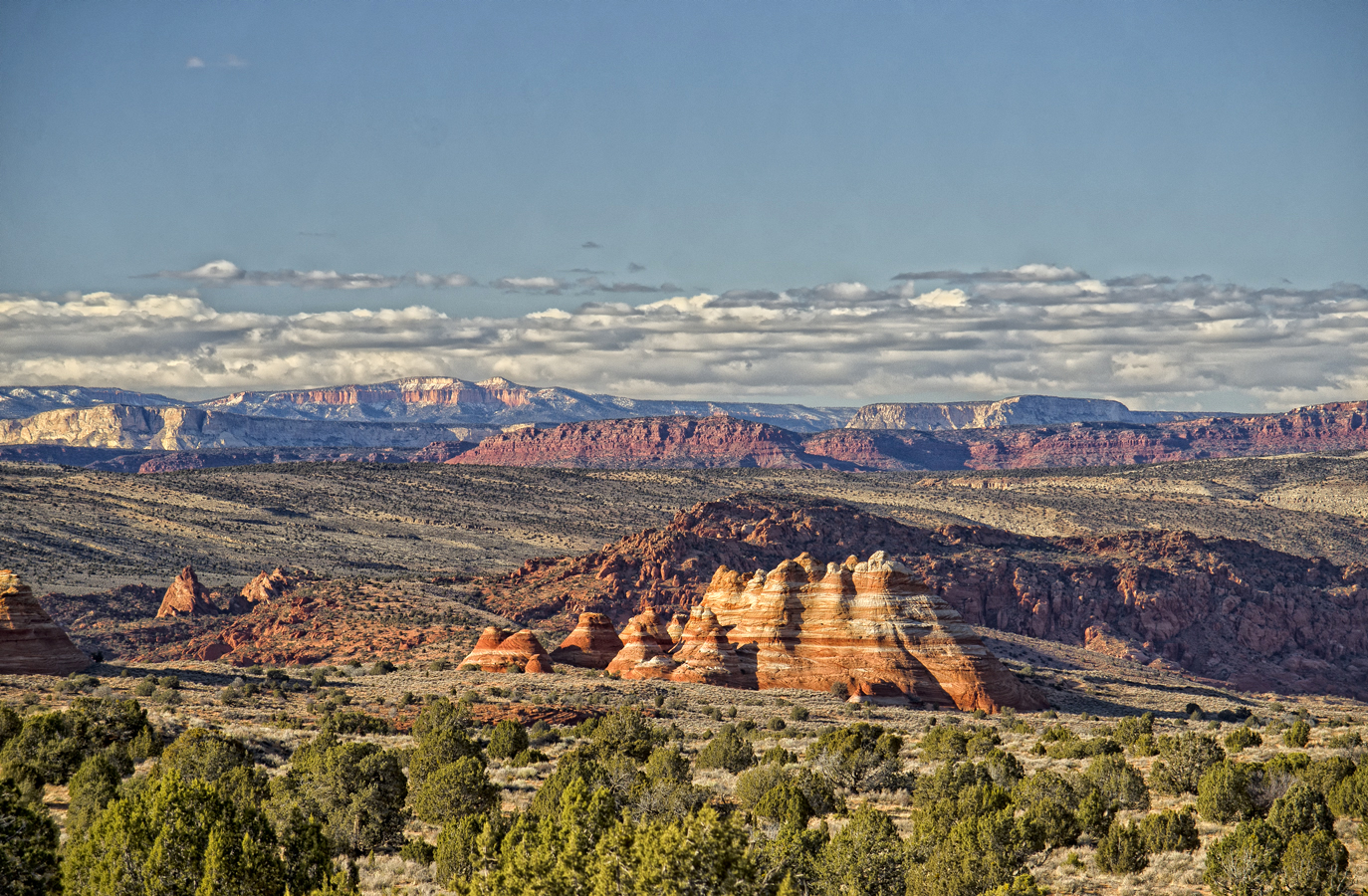
Le sud du massif des Coyote Buttes (Arizona), vu depuis le lieu-dit de Cottonwood Cove.

Un paysage est une étendue spatiale couverte par un point de vue. C'est un ensemble interdépendant au fonctionnement, à la mécanique, autonome formé d'une continuité d'éléments sédimentés et dont l'on ne perçoit qu'une globalité. Son caractère « résulte de l'action et de l'interaction de facteurs naturels et/ou humains » selon la convention européenne du paysage du Conseil de l'Europe.
La notion de paysage a une dimension esthétique forte, voire picturale ou littéraire en tant que représentation, mais elle recouvre de nombreuses acceptions et le paysage manifeste aussi les politiques d'aménagement du territoire, voire la géopolitique.
Un paysage est d'abord appréhendé visuellement, mais les parfums et ambiances sonores en modifient aussi la perception (on parle parfois de paysage sonore).
Par extension, comme le terme panorama, dans des expressions comme « paysage politique » ou « paysage médiatique », il peut désigner un ensemble contextuel, la vision des choses à un temps donné, le paysage étant en constante évolution.

## Une notion riche, complexe et en évolution
Étymologiquement, le paysage est l'agencement des traits, des caractères, des formes d'un espace limité, d'un « pays ». Il s'agit donc bien d'une portion d'un territoire qu'un observateur, les pieds au sol, peut voir dans son ensemble depuis sa position d'observation.

### La Renaissance
La notion de paysage apparaît au XVe siècle en Europe du Nord et en particulier dans les littoraux des Frises hollandaises, allemandes et danoises. La première occurrence du terme attestée date de 1462, dans trois textes flamands où l’équivalent au terme français est Lantscap, proche de l’allemand Landschaft (1480) et du danois Landskab, plus tardif. Ce terme signifie à la fois le tableau qu’offre le pays au regard, les alentours d’une ville ou d’un village en associant le territoire aux habitants et enfin le « pays d’abondance » à travers l’expression de vette lantscap, c'est-à-dire le pays « gras », à un moment de l’histoire où les Pays-Bas s’engagent dans l’édification des polders qui permettent non seulement d’étendre la superficie du pays, mais surtout de développer l’élevage. Les polders font suite à une particularité de cette partie du littoral de la mer du Nord, les « terpènes », monticules construits par l’accumulation de terre dans les marais littoraux permettant aux populations paysannes d’échapper aux grandes marées et de former une cellule sociale relativement indépendante par rapport aux pouvoirs contraignants des seigneurs. Le terme lantscap renvoie donc non seulement au pays, mais aussi à la société qui le gère et au mode de gouvernance territoriale que la microsociété qui vit sur les terpènes exerce collectivement. Ce sens est corroboré par le terme allemand Landschaft qui associe le Land, c'est-à-dire le pays à Schaft, la société. Le terme germanique trouve son origine sémantique dans le domaine de l’aménagement du territoire et non de la représentation picturale comme l’ont affirmé longtemps les adeptes de la signification culturelle du paysage.
| Langues latines                   | Langues germaniques                       |
| Portugais : paisagem : 1548       | Néerlandais : lantscap (landschap) : 1462 |
| Français : paysage : 1549         | Allemand : Landschaft : 1480              |
| Italien : paesaggio : 1552        | Anglais : Landscape ou Landskipe : 1598   |
| Espagnol : paisaje : 1552 ?, 1708 |                                           |

Mais il n’est pas certain que les langues d’origine latine aient adopté ce sens dès le départ. La première occurrence connue du terme français paysage est de 1549, celle du portugais paisagem de 1548, et de l’italien paesaggio de 1552 et il semble bien que ces termes associent davantage la vue d’un tableau au terme plutôt que le sens de l’aménagement du territoire. Mais si la représentation picturale des paysages n’est pas immédiatement associée aux termes en Europe, elle joue un rôle essentiel dans la valorisation des territoires et tout particulièrement par les pouvoirs politiques qui y voient un moyen de représenter l’espace sur lequel ils règnent et en conséquence leur propre image face à la société qu’ils gouvernent.
Avant d'être l'objet de représentations artistiques ou d'études, le paysage était donc un pays au sens originel du terme, c’est-à-dire une portion du territoire offrant des perspectives plus ou moins importantes avec une identité bien marquée, le cas échéant un lieu de vie et de travail pour les habitants locaux qui font partie de ce pays.
La période d’émergence des termes équivalents à paysage, le XVe siècle, constitue un moment décisif dans l’évolution des rapports sociaux à la nature, pour plusieurs raisons : l’Europe médiévale a connu une phase de croissance démographique exceptionnelle depuis le XIe siècle et surtout pendant les XIIe et XIIIe siècles durant lesquels les populations ont bénéficié de conditions climatiques favorables et de récoltes abondantes. Mais en même temps, la production agricole privilégiait les cultures céréalières panifiables telles que le blé, le seigle ou le méteil (mélange des deux dernières) alors que l’élevage était fortement déficitaire. L’élevage occupait une superficie nettement inférieure à celle des cultures et était fortement dépendant de la règle de la vaine pâture et des terres collectives ou de l’interdiction de clore son champ. Cette dernière interdisait aux animaux domestiques d’entrer dans les champs avant la récolte, mais souffrait de nombreuses dérogations ; lorsqu’il était permis d’enclore son champ, c’était davantage pour empêcher le bétail d’y entrer et de protéger les cultures. Les animaux devaient se contenter des rares pâturages naturels et des résidus des récoltes. En conséquence, l’alimentation humaine était principalement glucidique, à base de pain, de bouillies ou de soupes dans lesquelles on mettait parfois un morceau de lard de porc, animal dont la viande pouvait être conservée salée alors que le bœuf, surtout réservé à la traction, et le mouton ne pouvaient se garder longtemps.
La part protéique et lipidique de l’alimentation était donc faible, expliquant les forts taux de rachitisme et de faible durée moyenne de vie. Par ailleurs, la viande était réservée aux classes sociales les plus riches, seigneurs en particulier et l’aristocratie auxquels les diététiciens de l’époque recommandaient de consommer de la viande. D’où les nombreux conflits entre l’aristocratie et les paysans sur les herbages et sur la chasse, le gibier constituant une forme essentielle d’accès aux protéines. Les archives regorgent de procès sur ces espaces susceptibles d’offrir une nourriture plus riche. Cette situation se compliquait du fait de l’absence de propriété individuelle du sol pour la paysannerie, les parcelles leur étant concédées par les seigneurs ou le clergé, seuls propriétaires du sol.
La situation climatique qui avait profité aux populations européennes a commencé à se dégrader au début du XIVe siècle lorsque, à partir de 1320, les étés deviennent humides et froids, les récoltes étant alors plus faibles ; d’autant plus que la période antérieure de forte croissance démographique a incité la paysannerie à essarter les terres qui pouvaient accueillir le bétail ; l’élevage a alors pâti de cette diminution des herbages et les populations déjà affaiblies par le déficit de récolte ont eu encore moins accès à une alimentation protéique. C’est à ce moment-là que la peste s’abat sur l’Europe, en 1348, arrivant à Pise et à Marseille et se répandant dans tous les pays. La peste arrive sur des populations affaiblies par les conditions défavorables d’alimentation et provoque une saignée démographique dramatique, la plupart des grandes villes perdent 50 % de leur population, des villages étant rayés de la carte comme en Angleterre où 200 villages disparaissent. En outre, c’est le début de la guerre de Cent Ans qui ravage les campagnes françaises, les soldats se livrant au pillage des fermes. Il faudra presque un siècle pour que la situation redevienne à peu près normale et les populations pouvant retrouver des conditions de paix – toute relative cependant – et d’alimentation plus riche. C’est donc à ce moment historique, la Renaissance, que les termes équivalents à paysage apparaissent dans les langues européennes. C’est aussi le moment de la découverte de l’Amérique d’où les explorateurs comme Christophe Colomb rapportent des récits de paysages idylliques qu’ils décrivent comme le Paradis terrestre, modifiant par là les représentations sociales des paysages chez les Européens.
La Renaissance fait apparaître une nouvelle conception des paysages et du monde, faisant resurgir une vision utopique et paradisiaque du cadre de vie, fortement amplifiée par la peinture qui commence à se distancier de la représentation religieuse exclusive jusqu’alors des paysages. C’est ce qu’Alain Roger nomme l’artialisation du pays, instauration du spectacle de la nature en objet de contemplation qui se laïcise et perd ses attributs religieux. Le philosophe de l’esthétique du paysage emprunte à Montaigne ce concept d’artialisation, même s’il l’interprète à sa manière, Montaigne affirmant que les artistes dénaturent la nature en la peignant. Ils la travestissent en la rendant plus belle que la nature elle-même.
Cette période clé de l’histoire européenne instaure donc une nouvelle conception du paysage et modifie les formes de gouvernance, même si la monarchie reste le pouvoir politique principal. C’est notamment à ce moment que les agronomes de plusieurs pays commencent à critiquer les pratiques féodales et proposer le développement de l’élevage pour satisfaire une alimentation plus riche. Cet objectif repose sur l’instauration de la propriété individuelle du sol et la suppression du statut des terres collectives, les communaux, commons en Angleterre. C’est aussi le moment où les pouvoirs politiques envisagent un aménagement du territoire fondé sur l’assainissement des terres humides et des marais, comme le marais poitevin, en faisant venir des ingénieurs hollandais pour creuser des canaux et mettre en culture ou en herbages des terrains jusqu’alors immergés dans la mer.
Mais si ces objectifs sont souvent affirmés par les ministres, tels Colbert qui engage la Royauté dans la création des réserves forestières pour construire notamment des navires, par exemple la forêt de Fontainebleau ou de Tronçay, l’aristocratie féodale résiste et compte bien préserver ses privilèges. Même la suppression des communaux ne la satisfait pas, parce qu’elle leur enlève un moyen de soumettre les populations paysannes sur lesquelles elle règne.
Jusqu’au XVIIIe siècle, le paysage a été pensé en référence à des modèles esthétiques issus de l’Antiquité et de la Bible, et en particulier le modèle pastoral cher à Virgile et qui se retrouve dans le cantique de David (« l’Éternel est mon berger, je ne manquerai de rien. Il me fait reposer dans de verts pâturages »), illustrant les paysages des herbages et des garrigues ou des fonds verdoyants de vallée, où le pasteur contrôle son troupeau de moutons en jouant de la flûte de Pan. S’ajoute à ce modèle celui du pays de cocagne, paysage de l’abondance que Pieter Breughel a peint à sa manière, dans les fêtes joyeuses paysannes du pays flamand aux tables garnies de nourritures riches et variées.
Ces modèles persistent jusqu’à la fin du XVIIIe siècle, moment décisif d’une changement profond dans la pensée du paysage, moment de crise du système politique féodal qui laisse la place à la démocratie, tout du moins dans les deux pays où elle s’affirme, la France et les États-Unis d’Amérique. Mais ailleurs, comme en Angleterre, la monarchie est devenue parlementaire et les rois n’ont plus le même pouvoir.
Le paysage anglais a connu une transformation radicale de son sens d’origine au début du XVIIe siècle, lorsque James Ier, roi d’Angleterre épouse une princesse danoise, Anne, qui emporte dans ses bagages le terme danois Landskab qui devient landscape. Alors que le mot danois était lié à une gouvernance populaire, le roi et son épouse vont s’en servir pour affirmer le pouvoir de la Royauté sur le territoire anglais auquel est annexée l’Écosse. C’est surtout la reine Anne qui se sert du mot en faisant jouer à la Cour des pièces glorifiant le rôle du roi sur l’avènement de la grande Île qui deviendra la Great Britain un peu plus tard. L’une de ces pièces, The mask of Blackness représente les divinités et idoles ou les animaux marins qui préservent l’Angleterre et vantent la beauté de ses paysages. C’est de cette date que le terme landscape a acquis un sens de scénographie du pays, c'est-à-dire la Countryside, expression du pouvoir que le roi exerce sur le territoire anglais.

### L’avènement de la démocratie et du libéralisme
Si la période précédente est marquée par la féodalité et l’absolutisme, il n’en reste pas moins que les prémisses de cette nouvelle phase s’annoncent peu à peu et timidement, mais ouvrent la voie à de profonds changements aussi bien dans la matérialité des paysages que dans leurs représentations sociales. C’est en Angleterre que les premiers signes de ces changements apparaissent, au XIIIe siècle, avec les premières enclosures pratiquées par des Lords désireux d’étendre leur domaine agricole aux dépens des terres collectives paysannes. Ils s’approprient donc des commons en marquant les limites parcellaires par la plantation de haies, d’aubépines tout d’abord et font enregistrer les actes de propriété chez des notaires. La paysannerie n’eut pas les forces de lutter contre ces abus, et les paysages des deux façades maritimes du pays, à l’est et à l’ouest, furent ainsi peu à peu transformés par les enclosures, passant ainsi de paysages ouverts destinés à la céréaliculture, à des paysages de bocages verdoyants et accueillant du bétail, moutons et bœufs. Les haies furent parfois remplacées par des murets de pierres sèches. La partie centrale du pays a été au début épargnée par ces appropriations privées. Le mouvement de constitution des enclosures s’est amplifié progressivement et a couvert les deux parties orientales et occidentales de l’Angleterre.
À partir de 1750 environ, le Parlement anglais, sous la pression des Lords, s’engage dans une réforme radicale du foncier et promeut les enclosures parlementaires sur l’ensemble du pays. Les Midlands épargnés jusqu’alors, n’échappent plus à ce changement. Les haies changent aussi de constitution principalement faite de chênes et d’arbustes. Les chênes deviennent le symbole de la puissance du Royaume-Uni, et sont chantés par le poète Pope. Ils illustrent la force du pouvoir politique qui, quelques décennies plus tard, luttent contre Napoléon et entraînent sa chute en établissant le blocus de la France grâce aux navires militaires anglais.
Le milieu du XVIIIe siècle constitue un moment clé dans l’histoire de la pensée du paysage en Europe, liant cette histoire à celle de l’économie et de la politique. Non seulement l’Angleterre instaure la propriété individuelle du sol par les enclosures, mais elle s’engage dans le développement industriel en exploitant les mines de charbon et d’acier et en contribuant à l’essor des grandes villes industrielles comme Londres, Liverpool, Sheffield, Birmingham, etc., où sont édifiées les usines et les équipements de production d’acier. Le développement industriel profite des inventions comme celle de la machine à vapeur inspirées des nouvelles lois de la thermo-dynamique qui permet à l’homme de devenir plus puissant que la nature et accélérer la production industrielle. Cette évolution permet également à Adam Smith d’élaborer sa théorie économique fondée sur l’offre et la demande et le marché, caractérisant le capitalisme libéral. C’est d’ailleurs en Angleterre que Karl Marx, un siècle plus tard, élaborera sa conception de l’économie en se fondant sur les rapports de domination des grands propriétaires anglais sur la paysannerie.
En effet, la grande propriété anglaise profite des enclosures pour constituer des domaines agricoles dont une partie est vouée à leurs loisirs favoris comme la chasse au renard à cheval dans les prairies désormais étendues dans la campagne grâce à la révolution fourragère, c'est-à-dire la culture de l’herbe et principalement le ray-grass ou la fétuque et les légumineuses comme le sainfoin, le trèfle ou la luzerne qui enrichissent le sol en azote et contribuent à accroître considérablement les rendements céréaliers grâce à la rotation des cultures.
Le développement économique a fortement pesé sur la pensée des paysages en instituant de nouveaux modèles paysagers, le sublime et le pittoresque. Le sublime, c’est la capacité que l’homme a acquise de sublimer sa peur de la nature et de devenir plus puissant qu’elle, accédant ainsi à son rêve prométhéen, qui le conduira à se penser comme un démiurge. Les poètes anglais estimaient que les nouvelles villes industrielles étaient sublimes en raison de leurs dimensions et du fracas des usines, le fog émis par les usines, les mouvements incessants des chariots qui transportaient le charbon ou l’acier ; c’est à ce moment que la paysannerie anglaise, chassée des campagnes par la modernisation agricole et l’appropriation des terres par l’aristocratie des « gentlemen farmers » est devenue la population ouvrière urbaine, vivant dans des conditions misérables que traduisent les romans anglais comme Charles Dickens, dont Oliver Twist.
Le modèle pittoresque constitue le versant affadi du sublime. Si celui-ci permet à l’homme moderne de pratiquer l’alpinisme et de vaincre sa peur des hautes montagnes ou du littoral, le pittoresque engage l’aristocratie et la bourgeoisie européenne dans la découverte des paysages, les voyages touristiques. Le pittoresque (du latin pictura qui est d’abord passé dans le français et qui a été emprunté par la langue anglaise picturesque) renvoie aux paysage charmants de la campagne, les monuments naturels comme les chaos granitiques, les bosquets ou les belles maisons rurales qui émeuvent une population enrichie grâce au développement industriel et qui peut pratiquer le tourisme. C’est aussi la découverte des bains de mer, comme les décrit Alain Corbin dans « Le territoire du vide ».

### La naissance de la protection du paysage

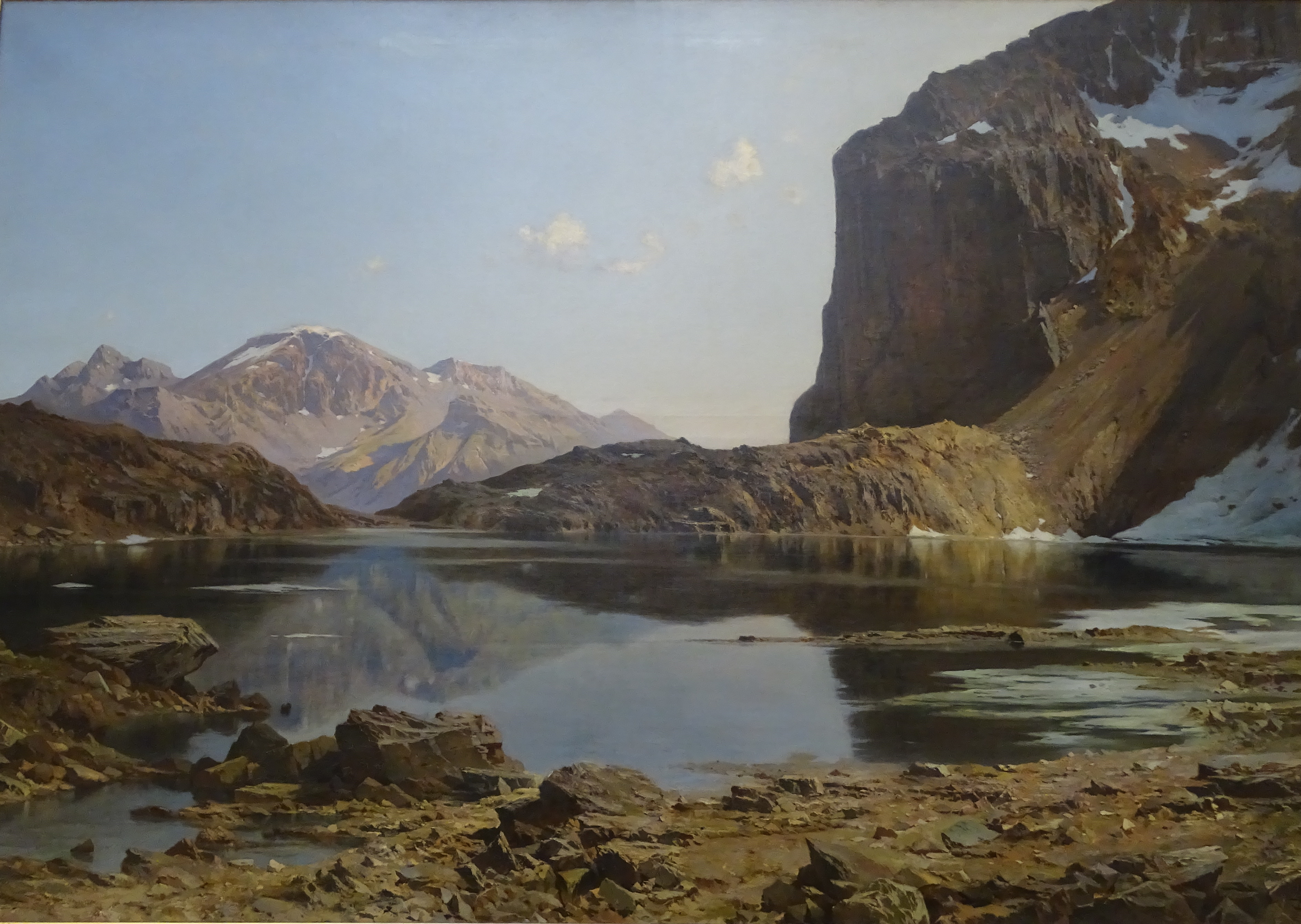
Le lac de l'Eychauda, huile sur toile de Laurent Guétal, 1886, musée de Grenoble.

Le pittoresque a un succès considérable au XIXe siècle partout en Europe, contribuant à l’édition d’ouvrages illustrés de lithographies (la technique date de cette époque) représentant les paysages les plus prisés et aboutissant à des sortes de tableaux géographiques de la France ou d’autres pays européens mêlant paysages, traditions régionales et contes et légendes. Cet engouement conduira aux premières mesures de protection des paysages dès le milieu du XIXe siècle avec un décret de protection de la forêt de Fontainebleau en 1853, concomitant avec la création de l’Alpine Club qui a inspiré celle du Club Alpin Français (le C.A.F.). C’est aussi dans cette période qu’est créé le Touring Club Français (T.C.F.). Cette organisation touristique a joué un rôle essentiel dans la protection des paysages et en particulier dans les premiers sites classés sur décrets préfectoraux, comme la cascade de Gimel en Corrèze, les rochers de Ploumanac’h en Bretagne ou les crêtes rocheuses des Monts d’Ardenne, dénommées les « Quatre Fils Aymon » en référence à une légende régionale. Mais c’est surtout le T.C.F. qui a permis le vote de la première loi à caractère environnemental en France en 1906, défendue à la Chambre des Députés par Charles Beauquier (1833-1916), député radical-socialiste du Doubs et soutenu par les adhérents du Touring Club de France : il s’agit de la loi sur la protection des monuments naturels qui fut abrogée en 1930 et remplacée par la loi sur les sites classés et inscrits toujours en vigueur. Ce député est l'un des fondateurs de la Société pour la protection des paysages et de l'esthétique de la France.
Après le vote de cette loi, la France organisa en 1910 à Paris le premier Congrès International sur la protection des paysages qui vit rassemblées de nombreuses délégations étrangères dont celle des États-Unis qui purent faire état de leur précocité en matière de protection des paysages avec la création des grands parcs nationaux américains comme ceux du Yosemite et du Yellowstone. La France avait envisagé la création d’un parc national dans la vallée de l’Eau d'Olle, mais la guerre de 1914-1918 mit fin au projet et il fallut attendre 1960 pour que les premiers parcs nationaux soient créés. D’autres pays, comme l’Espagne, ont créé des parcs nationaux bien avant la France.

### Le paysage, concept essentiel de la géographie
Cependant, le paysage a pris une ampleur autre que la simple protection avec les avancées des géographes, à commencer par Élisée Reclus, géographe engagé politiquement, auteur notamment de la Nouvelle Géographie universelle, et d’un texte innovant sur les relations des sociétés modernes à la nature, « Du sentiment de la nature dans les sociétés modernes », Revue des deux Mondes (no 63, 15 mai 1866), où il fournit une réflexion très instructive longtemps ignorée et pourtant éloquente sur les rapports actuels de l’homme à la nature. Suivront les nombreuses publications de l’École française de géographie, avec Paul Vidal de La Blache, qui est avec son disciple Lucien Gallois, à l'initiative des Annales de géographie, créées en 1891. La géographie a placé le paysage parmi ses concepts principaux, en le considérant comme le produit des relations entre la nature et les activités humaines, associé au « genre de vie », cher au fondateur de l’École française de géographie. À l’origine discipline globale, la géographie a tenté de préserver ses deux versants : la géographie physique, se consacrant essentiellement à l’étude ces composants abiotiques, biotiques et anthropiques, dans la mesure où ceux-ci découlent des facteurs naturels ; la géographie humaine qui consiste dans l’analyse des activités humaines à la surface de la terre. Le paysage a longtemps été écartelé entre ces deux spécialités qui ont connu après la Seconde Guerre Mondiale une crise aboutissant à une séparation fondée sur l’opposition du déterminisme de la nature issu des conceptions de l’École allemande de géographie représentée par Alexander von Humboldt, Carl Ritter, Friedrich Ratzel, notamment et du possibilisme, qui permet de comprendre les capacités des sociétés humaines à modeler la surface de la terre pour ses besoins d’habitat, circulation, alimentation, etc. Dans un certain sens, le paysage est l’un des produits de ce possibilisme, bien que la géographie physique revendique ce concept comme l’expression des mouvements tectoniques, érosifs, hydrologiques, etc.

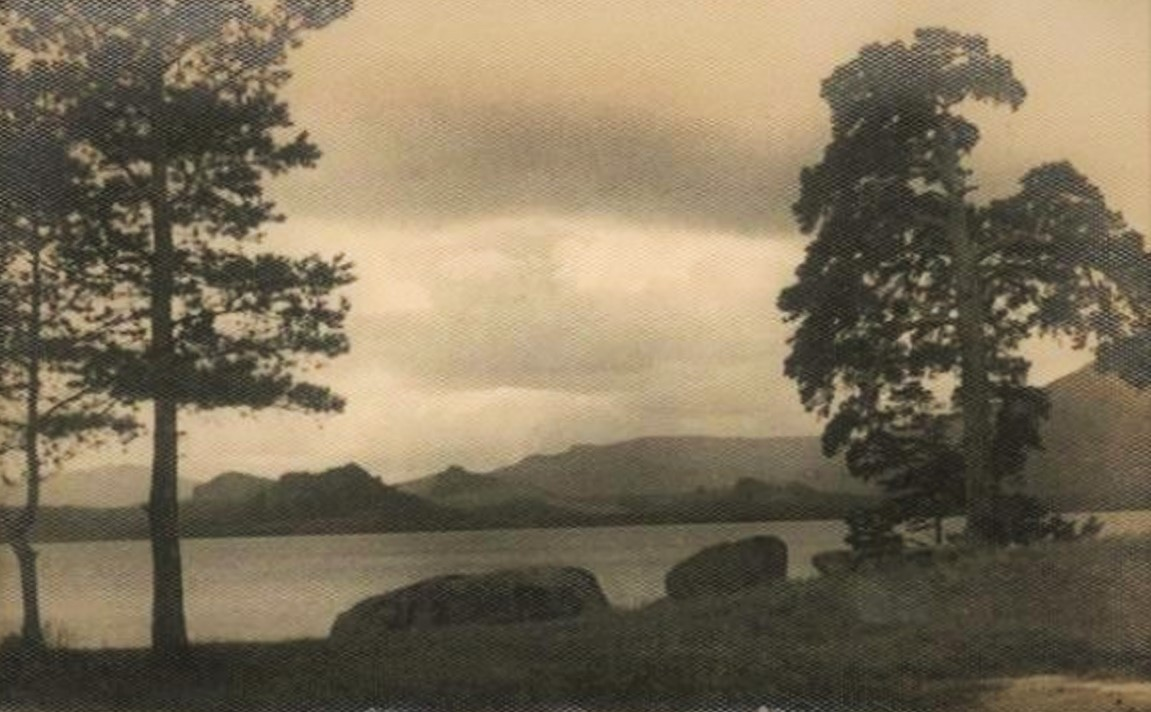
Paysage, par Sergey Strunnikov (ca. 1930)

Le paysage est resté un concept essentiel de la géographie jusque vers les années 1950, en particulier chez des géographes comme Jean Brunhes, Albert Demangeon, Emmanuel de Martonne, Pierre Gourou, et Pierre Deffontaines auteur avec Mariel Jean-Brunhes Delamarre (fille de Jean Brunhes) de l’une des Géographies universelles. Pierre Deffontaines, en particulier, fut un ardent utilisateur du concept de paysage à travers ses carnets où il dessinait les paysages qu’il analysait, bien que le mot n’apparaisse que rarement dans les titres de ses articles ; cependant, la revue Hérodote lui a consacré un numéro intitulé : « Un géographe, Pierre Deffontaines, grand dessinateur de paysages » (1987), Hérodote, no 43.
Après la Seconde Guerre Mondiale, le paysage est tombé en disgrâce, les géographes se consacrant davantage à comprendre les facteurs de la reconstruction de la France et n’adhérant que de mauvaise grâce à un concept qu’ils considéraient comme bourgeois et hérité du protectionnisme du XIXe siècle. La géographie a en effet été marquée par le marxisme comme la plupart des sciences sociales. Mais certains géographes ont poursuivi la voie tracée par leurs prédécesseurs d’avant 1940 comme Philippe Pinchemel, Jean-Robert Pitte, Armand Frémont, inventeur de l’espace perçu. Si Roger Brunet ne peut pas être considéré comme un défenseur du paysage, il a pourtant proposé une analyse du concept comme ensemble de signes.
La géographie physique a été fortement marquée par l’apport des géographes russes et en particulier par les théories de Dokoutchaev avec son modèle de « complexe naturel territorial ». Comme le rappellent G. Rougerie et N. Beroutchachvili, la géographie russe a constitué le moyen d’étudier le paysage par la connaissance qu’il permettait des vastes espaces à très faible densité démographique qui faisaient partie de l’URSS et représentaient une sorte de laboratoire pour construire des théories. Le modèle de Dokoutchaev a été le point de départ de ces approches théoriques qui se sont traduites par la « Landschaftovedenie », très inspirée des conceptions naturalistes allemandes. C’est dans ce courant de pensée qu’apparaît, en 1963, le concept de « géosystème » voué à un grand succès, en Europe notamment, chez les géographes naturalistes comme Georges Bertrand. La géographie russe est marquée par la faible part donnée aux processus sociaux et l’écrasante dimension naturaliste, ce qui permet de comprendre le déterminisme qui la caractérise (voir infra, analyse scientifique du paysage).

### Le paysage change avec l’environnement
L’émergence des préoccupations à l’égard de l’environnement ont fortement modifié le sens du paysage. On doit à Georges Bertrand les premières avancées déterminantes sur le sens du mot paysage, placé aux côtés du géosystème et du territoire comme l’un des concepts essentiels pour comprendre les interactions entre l’approche naturalise, politique et symbolique de l’espace géographique (voir ci-dessous Histoire de la notion en géographie). Il propose en 1968 le paysage comme « science diagonale », assurant la transversalité entre la géographie physique et l’approche naturaliste et la géographie humaine comprenant les représentations sociales des paysages. Le changement de sens du terme doit beaucoup à la création du poste de ministre chargé de l’environnement attribué à Robert Poujade et à celle du ministère de l’environnement placé auprès du Premier Ministre.
Robert Poujade a officialisé la création en 1972 du Centre National d’Étude et de Recherche du Paysage (CNERP), organisme qui a été chargé de recruter des stagiaires issus de disciplines diverses pour les former à l’aménagement du territoire en privilégiant l’approche paysagère, élaborer de nouvelles méthodes d’analyse du paysage, former les cadres des administrations concernées, engager la recherche sur le paysage, créer un centre de documentation spécialisé. Les 12 stagiaires recrutés, qui suivaient des séminaires assurés par un groupe de spécialistes de diverses disciplines, avaient pour mission d’inventer une nouvelle manière d’aménager le territoire en se fondant sur le paysage élargi de l’échelle du jardin à celle du territoire. Le CNERP a été supprimé lorsque les premiers étudiants de l’École Nationale Supérieure du Paysage de Versailles (ENSP), créée en 1975, sont arrivés sur le marché du travail. Mais les voies d’un nouveau secteur professionnel étaient tracées. Dès lors, les nouveaux paysagistes ont commencé à s’insérer dans les administrations déconcentrées de l’État ou dans l’administration centrale comme la Mission Paysage au sein du Ministère de l’Environnement et du cadre de vie en 1979 (Direction de l’Urbanisme et du Paysage).
C’est à partir de cette date que le paysage a pris une place dans l’aménagement du territoire, certes modeste, mais aussi dans l’enseignement (5 écoles formant des paysagistes DPLG à Versailles, Bordeaux et Lille, et des ingénieurs à Angers et Blois), dans la recherche avec un premier appel d’offres en 1983 du ministère de l’environnement et du cadre de vie sur les représentations sociales des paysages, engagé par la Mission de la Recherche Urbaine et trois spécialistes qui vont jouer un rôle essentiel dans le développement de la recherche : Bernard Lassus, plasticien, Michel Conan, sociologue du centre scientifique et technique du bâtiment (CSTB), et André Bruston rédacteur de la revue Pour, spécialisée dans le domaine du paysage, notamment (en réalité un appel d’offres avait eu lieu en 1968 par le ministère de la Culture, sur les fonds du CORDA, sans grand succès).
Le développement du domaine du paysage s’est intensifié au début des années 1990, avec l’organisation en 1991 d’un colloque au Centre Georges Pompidou et intitulé « Au-delà du paysage moderne » organisé par Bernard Lassus, Augustin Berque, Michel Conan, Alain Roger, Bernard Kalaora et Lucien Chabason, fondateur de la Mission Paysage. L’objectif de ce colloque était de rompre avec les modèles culturels du pittoresque et de faire entrer le paysage dans la post-modernité. Il avait aussi une portée stratégique consistant à affirmer la dimension culturelle du paysage face à l’essor des approches naturalistes et en particulier de l’écologie du paysage importée des États-Unis par des écologues comme Jean-Claude Lefeuvre. Ce colloque fut l’occasion d’annoncer la création d’un Diplôme d’Études Approfondies « Jardins, Paysages, Territoires » dirigé par Bernard Lassus et dans lequel les enseignants furent les organisateurs du colloque.
Le débat sur la signification du terme paysage a donné alors lieu à d’intenses polémiques, notamment autour de la dimension matérielle et immatérielle des paysages, Et notamment à propos de la théorie d’Augustin Berque des sociétés à paysage et sociétés sans paysage, qui furent réfutées par des géographes physiciens ou par d’autres spécialistes comme Michel Baridon, auteur d’une histoire des jardins. Cette théorie consistait en particulier à affirmer que l’absence du mot paysage dans une langue était déterminante pour l’existence d’une sensibilité au paysage ; ainsi, les civilisations romaine et grecque n’auraient pas eu de sensibilité au paysage, le mot équivalent à paysage n’existant ni dans la langue latine, ni dans la langue grecque. Augustin Berque affirma également que la civilisation arabe n’avait pas de sensibilité au paysage alors que la chinoise ou la japonaise les avaient développée.
Aujourd’hui, cette théorie ne tient plus, de nombreuses publications ont en effet permis de prouver que même en absence d’un mot équivalent, certaines sociétés éprouvent une sensibilité au paysage, que ce soient les Arabes, les Africains et sans doute aussi les sociétés amérindiennes comme les Incas ou les Aztèques ; il suffisait d’observer les sites où ces civilisations ont construit leurs temples ou leurs palais pour se rendre compte qu’elles avaient un sens aigu du paysage, comme le théâtre grec de Taormina en Sicile, Machu Pichu au Pérou, etc.
L’engagement des programmes de recherche sur le paysage, d’abord par la Mission du Patrimoine Ethnologique du ministère de la Culture en 1989. Puis les programmes du ministère de l’écologie, en 1998 « Politiques Publiques et paysage : analyse, évaluation, comparaison » dont le Conseil Scientifique fut d’abord présidé par Georges Bertrand, puis par Yves Luginbühl, suivi par le programme « Paysage et développement durable » phase 1 de 2005 à 2010 et phase 2 de 2010 à 2015, toujours présidés par Yves Luginbühl, ont permis de structurer la communauté scientifique se consacrant au paysage, rassemblant au total une quarantaine d’équipes de recherche plus ou moins interdisciplinaire et d’avancer soit sur la connaissance des effets des politiques publiques, sur les représentations sociales des paysages, sur le sens du terme, sur les relations entre développement durable et paysage, sur la participation citoyenne, notamment. S’y est ajouté le programme « Infrastructures de transport terrestre, écosystèmes et paysages » dont le conseil scientifique a été présidé par Yves Luginbühl puis par Buno Villalba. Chaque programme a donné lieu à des séminaires, des colloques et des ouvrages de synthèse dans lesquels les chercheurs ont pu exprimer les résultats de leurs travaux et les membres des conseils scientifiques de livrer des articles de synthèse (voir notamment le site WEB du programme Paysage et développement durable). Les premiers ouvrages[i] ont été publiés en français et en anglais, le dernier uniquement en français.
La crise économique a eu raison des programmes de recherche sur le paysage (et sur l’environnement) qui n’ont plus reçu de financement à partir de 2014. Pourtant, la France était le seul pays européen à avoir fait autant d’efforts pour la recherche sur le paysage, l’Autriche ayant aussi mis en place un seul programme dans les années 1990-2000. Le ministère de l’écologie a changé de stratégie et a engagé en 2015 un nouveau programme de recherche-action « Paysages, transitions, territoires » centré sur des projets d’aménagement du territoire expérimentaux cherchant à mettre en œuvre les transitions énergétiques, écologiques et économiques. Mais les financements ne sont pas tous assurés. La suppression des crédits incitatifs à la recherche sur l’environnement pèsent lourd sur l’avenir des disciplines qui s’y sont consacrées. Le risque est grand de voir les équipes scientifiques se disperser et s’orienter vers des problématiques éloignées des questions environnementales ou paysagères. D’autant plus que l’Agence Nationale de la Recherche ne conduit pas les recherches de la même manière, ayant pour stratégie de créer des grands consortiums de chercheurs avec des budgets bien plus importants au détriment de l’animation scientifique quasi inexistante.
Cependant, la recherche a permis l’instauration d’approches complémentaires et diverses sur le paysage, s’établissant sur un continuum allant de la matérialité du paysage avec la géographie physique dont l’objet est le paysage concret parfois sans l’homme lorsqu’il s’agit de s’interroger sur les paysages du début du quaternaire ou des formations géologiques, ou encore l’écologie du paysage, à l’immatérialité paysagère dont l’objet repose sur les représentations sociales des paysages avec la géographie humaine, la sociologie, l’anthropologie, l’histoire, l’archéologie, la philosophie et la littérature ou l’histoire de l’art.
À la fin du XXe siècle, deux approches complémentaires concernent le paysage :
- il est d'une part considéré comme un système (géosystème ou géocomplexe[5] notamment décrit et analysé par la géographie, l'histoire, la géologie, l'écologie du paysage). Ce système est modelé par des facteurs naturels abiotiques (physiques, chimiques) et biotiques (biologiques), ainsi que par des facteurs anthropiques, qu'on peut distinguer à différentes échelles, éventuellement hiérarchisées. Le paysage peut de ce point de vue présenter une écopotentialité non exprimée (cachée dans la banque de graines du sol par exemple), mais qu'on pourrait révéler ;
- le paysage est d'autre part considéré comme une perspective culturelle, avec ses grilles de lecture, ses filtres intellectuels ou sensuels de création et d'interprétation de l'espace, où s'articulent plusieurs plans et où l'on peut identifier des objets, chacun selon sa culture et ses référentiels.

Dans une approche utilitariste ou fonctionnelle, la notion de paysage oscille aussi entre deux pôles :
- le « paysage produit », considéré comme la résultante de l'action conjointe des sociétés humaines, du monde vivant (animal, végétal, fongique, etc.) et du milieu abiotique. C'est cette conception qui prédomine en écologie du paysage, écologie étudiant dans le temps et l'espace (unités biogéographiques) la dynamique et l'agencement des taches du paysage aux échelles intermédiaires entre le planétaire (biosphère) et le local, les communications, les barrières, les fragmentations ;
- le « paysage utilisé » considéré comme la perception culturelle et fonctionnelle que l'on a de son environnement à perte de vue, à l'exception des points d'intérêts proches de l'observateur. On s'est référé également au paysage pour désigner sa représentation dans une œuvre.

L'approche patrimoniale du paysage lui accorde des valeurs esthétique, historique, de mémoire, économique ou encore d'aménités. Ces valeurs varient selon les époques, sont jugées plus ou moins subjective et relative selon les acteurs. On a par exemple en France des sites classés.
Dans une approche fonctionnelle et de planification, les aménageurs du paysage ou les collectivités y voient des fonctions de production (économique et touristique), de régulation (écologiques, pour l'eau, pour l'air, comme puits de carbone) et sociales (aménités). La première des trois grandes propositions issues des assises européennes du paysages 2011 était de produire « des indicateurs pour mesurer le bénéfice paysage ; avec nécessité d'évaluer les effets des aménagements paysagers à travers d'autres critères qu'économiques est revenue à de nombreuses reprises au cours de ces 3 jours ». Val'hor (l'interprofession de la filière française du paysage) et ses fédérations professionnelles ont décidé de créer un groupe de travail élargi sur ce thème, pour mieux mesurer les services environnementaux, économiques, culturels, sociaux et santé rendus par les végétaux, les jardins et le paysage, afin notamment de mieux informer les élus et pouvoirs publics sur ces questions.
Dans tous les cas, l'approche occidentale du paysage reste intimement liée a la notion du regard ce qui la restreint finalement aux dogmes de la perspectives italienne. Force est de constater que d'autres civilisations, moins en prise avec la géométrie perspective, représentent et abordent la notion d'environnement vivable et sensible de manière différentes. En termes de représentation, les vues circulaires apportent un éclairage intéressant aux notions de parcours, d'ambiance et de proportion sensible des objets dans le paysage. Ce sont peut-être les cartographies fengs hui primitives qui, sur ce terrain de la représentation du lieu, nous offre formules originales et trouvant échos aux problématiques contemporaines de la construction du territoire. L'ouvrage Architecture du paysage en extrême orient de Sophie Clement reste, en langue française, fondateur de l'idée d'un possible « superpaysage ».
Une anthropisation et une fragmentation accélérées des paysages ont été constatées au XXe siècle. Dans le cadre d'un développement se voulant plus soutenable, des approches plus holistiques et transdisciplinaires basées sur l'écologie du paysage visent une « réconciliation des sociétés humaines avec la nature », aux échelles locales et globales, dont l'échelle paysagère.
Dans tous les cas le paysage est plutôt considéré comme un bien commun, dans une certaine mesure appropriable par la propriété privée, et susceptible d'être protégé, géré ou transformé.

### Ce qui se voit

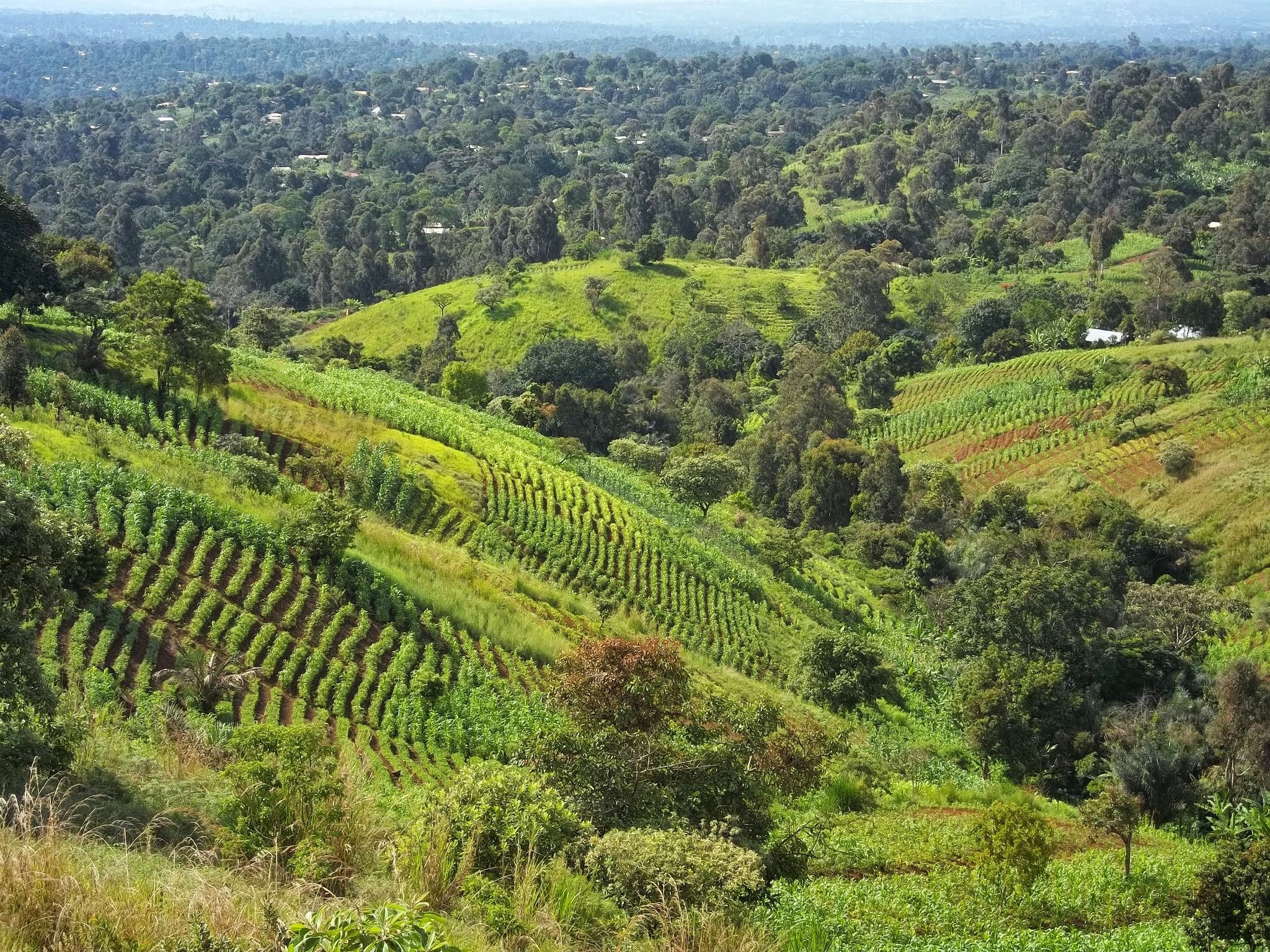
Un paysage.

Le paysage est avant tout une « vue » : à la fois vue d'un espace qui existe indépendamment de nous, comme la montagne et donc susceptible de pouvoir être étudié de façon objective : l’altitude, la température, la structure interne mais aussi vue d’un espace que l’on perçoit, que l’on sent et cela, chacun de manière différente (« […] il voit les mêmes choses, mais avec d’autres yeux », N. Gogol, Tarass Boulba). À partir du moment où l’appréciation esthétique entre en compte, où l’on charge l’espace « de significations et d’émotions », l’étude paysagère ne peut être que subjective.
En effet, chacun voit, perçoit le paysage avec ses yeux, mais aussi sa sensibilité personnelle. J.P. Deffontaine le montre bien dans son petit ouvrage. Il présente un paysage de montagne à travers différentes perceptions : celui du paysan, du botaniste ou du géologue. L'image est la même, mais le paysage est à chaque fois différent. La particularité du géographe est d'embrasser l'ensemble de ces points de vue et d'y apporter une dynamique.

### Ce qui pourrait se voir, par média ou moyen technique interposé

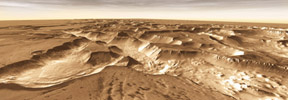
Mars : Depuis les missions Apollo et les images renvoyées par les sondes spatiales, l'idée de paysage extra-terrestres ne relèvent plus seulement de la science-fiction.

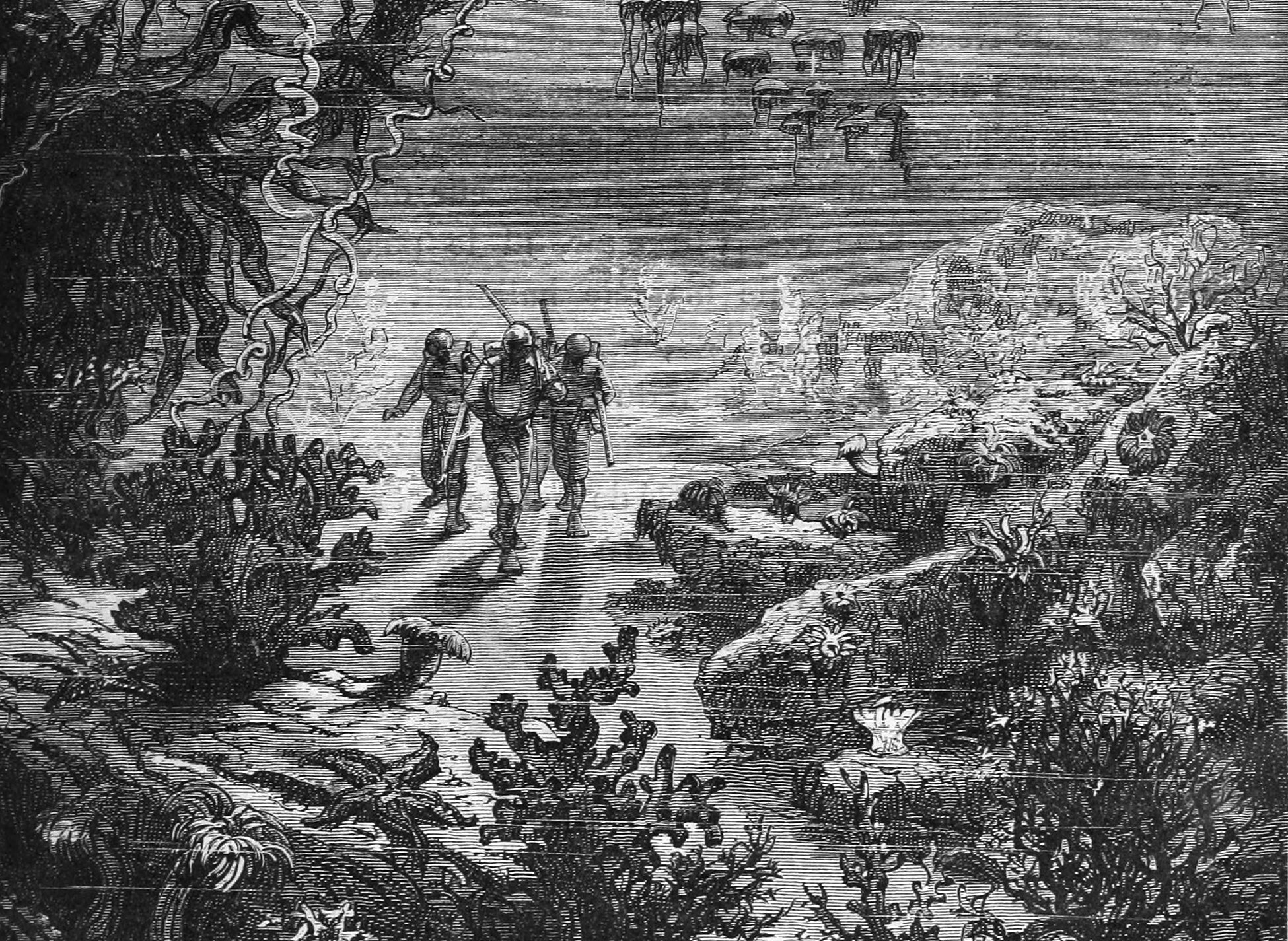
Détail d'une gravure représentant le Paysage sous-marin de l’Ile Crespo, tirée du roman de Jules Verne Vingt Mille Lieues sous les mers (édition illustrée, 16 novembre 1871, après parution en feuilleton dans la revue Le Magasin d'éducation et de récréation, du 20 mars 1869 au 20 juin 1870). Les scaphandres autonomes, tels qu'alors imaginés par Jules Verne et son illustrateur, d'après l'inventions du docteur Théodore Guillaumet (1838) donnent accès à un nouveau type de paysage, sous-marin, que le cinéma et la télévision, ou la photographie sous-marine nous feront ensuite partager.

#### Paysages extraterrestres
L'exploration spatiale ou sous-marine offre de nouveaux espaces à voir, éventuellement par sondes ou véhicules automatisés interposés. Les auteurs d'anticipation ont approché ces nouveaux paysages, avant qu'ils ne soient visibles par le public.

#### Paysages nocturnes
Divers peintres et auteurs ont décrit des paysages nocturnes. Les moyens de vision nocturne (vision infrarouge, amplification lumineuse…) permettent d'observer les paysages et la faune nocturne bien mieux qu'autrefois. Ils sont de plus en plus rares en raison de la pollution lumineuse. En 2018 en France le Parc national des Cévennes (qui est aussi la plus grande réserve internationale de ciel étoilé en Europe) et l'Agence française pour la biodiversité ont organisé un colloque pour la « préservation de l'environnement et des paysages nocturnes ».

#### Paysages sous-marins
Jules Verne en 1871 décrivait ses héros, en scaphandre, en train d'arpenter des paysages sous-marins de l’Île Crespo.
Les films du Commandant Cousteau dans les années 1960-1970, puis bien d'autres, et la démocratisation de la plongée sous-marine et les approches d'écologie du paysage ont contribué à l'idée que le paysage sous-marin existe. Cependant, la notion de paysage sous-marin n’a pas rassemblé les assentiments de tous les chercheurs qui y ont vu un moyen de récupérer le concept au profit d’une communauté relativement restreinte, alors que le paysage est, selon eux indissociablement lié aux regards et aux pratiques des habitants. Malgré tout cette notion de paysage sous-marin a eu un certain succès auprès de quelques écologues pour lesquels le paysage peut exister sans la présence de l’homme si ce n’est que quelques rares plongeurs sous-marins.
C'est par exemple le thème d'un séminaire scientifique et technique de 3 jours organisé par l'Agence des aires marines protégées sur le projet d'« Observatoires photographiques des paysages sous-marins », dans le cadre de ses compétences d'animation scientifique et technique. La vulgarisation des appareils de photo et de caméras étanches a contribué à la mise à disposition du grand public d'un grand nombre d'images de fonds marins et de plus en plus d'images subaquatiques d'eau douce, invitant à mieux prendre en compte cette forme de paysage, autrefois méconnue. Ce paysage particulier est resté longtemps absent des réflexions scientifiques françaises. En 2007, Musard et ses collègues se demandaient si le « paysage sous-marin » est un nouvel objet géographique et scientifique en France ? Selon eux, si la géographie « classique » de la mer ne conteste pas cette expression, elle ne lui a cependant pas encore trouvé de « pertinence opératoire », de même pour les biologistes et écologues qui ont privilégié d’autres approches (dont celle des habitats subaquatiques et marins, liés aux concepts d'écosystème, de biocénose, de biotope, de faciès et de peuplement).
Cette notion s'immisce pourtant « depuis peu dans un corpus qui se doit d’être, avant tout, transdisciplinaire et ouvert sur des rapports de culture et de nature tout en intégrant les thématiques propres à la géographie, à savoir la cartographie et les problèmes scalaires et d’emboîtements d’échelles ».
En France, les sentiers sous-marins ou récifs artificiels créés pour faciliter la découverte de l'environnement sous-marin par les plongeurs, généralement dans une Zone réservée uniquement à la baignade (ZRUB) sont considérés comme conçus et maintenus dans le cadre d'une activité organisée, pouvant parfois nécessiter des aménagements terrestres et marins (ex. : Balisage, mouillage et autres équipements légers) qui doivent respecter les réglementations propres au littoral (cf. loi Littoral) et au milieu marin. Dans le cas des sentiers sous-marins, les aménagements doivent être de nature à ne pas entraîner l’« affectation irréversible du site », comme pour les zones de mouillage ou de baignade  pour des raisons environnementales et car de manière générale, « l’occupation du DPM ne peut être autorisée qu’à titre temporaire (celui-ci est inaliénable) ». Depuis la loi Littoral, le pétitionnaire de ce type d'aménagement doit provisionner dès le départ, au moment de l’installation des aménagements, les crédits nécessaires à l’enlèvement des structures. Une AOT (autorisation d'occupation temporaire) du DPM peut être accordée par le préfet, à certaines conditions et en échange du versement d'une redevance annuelle. Sont aussi maintenant parfois dénommés « sentiers sous-marins » :
- un duplex vidéo entre un plongeur muni d’une caméra subaquatique et un lieu situé à terre[19] ;
- une webcam implantée sur le fond qui donne en permanence une image de la vie sous-marine[19] ;
- un sentier sous-marin virtuel, présenté sur Internet[19] ;
- des projets 'implantation de récifs paysagers pour la pratique de la plongée[19] ;
- un sentier les pieds dans l’eau[19].

### Une approche pluri-sensorielle
Le paysage visible construit à travers des filtres est aussi « sensation interne », ce que Diderot appelait « rumeur des viscères ». En effet, tous les sens entrent dans la construction du paysage, qu’il s’agisse du toucher, de l’odorat, de l’ouïe. Le paysage sonore a notamment été étudié par le compositeur et musicologue canadien Raymond Murray Schafer. Pour lui, ce paysage est soumis à la fois à la discontinuité (il n’y a pas de fond sonore véritable) et à la disjonction entre « l’entendu et l’identifié » (difficulté de reconnaître, de situer, la source d’un bruit émis). Alors qu’autrefois il était bien supporté, aujourd’hui le bruit suscite la plainte et est connoté négativement, rattaché aux couches populaires, d’où l’ascension des vertus de silence devenu paradoxalement moyen de distinction. Cela étant, C. Montès (2003) et C. Semidor (2006) montrent que le paysage sonore est aussi porteur d'une identité, d'une culture. Certains chercheurs, comme Henry Torgue, du laboratoire Cresson, rappellent par l'importance de la prise en compte du son dans les projets d'aménagement, la subjectivité de la connotation négative du son dans un paysage.
L’étude paysagère par le biais de l’odorat et du toucher est très intéressante mais beaucoup moins développée.
Claude Raffestin a mis en garde contre le « totalitarisme de l’œil » en géographie. Il regrette que la géographie traditionnelle du paysage se concentre surtout sur sa description visuelle. En effet, il souligne que se focaliser sur l’apparence du paysage empêche de saisir la territorialité qui est à la base de sa construction. C’est donc un système de relation qui serait à l’origine du paysage. La constitution du paysage dépend alors des pratiques et des relations inégales entre différents acteurs. Raffestin affirme ainsi « […] que le paysage est la structure de surface alors que la territorialité est la structure profonde ».

### Une analyse scientifique du paysage
La subjectivité au cœur de l'approche du paysage semble remettre en cause l’idée d’une analyse scientifique du paysage, avant tout naturaliste, notamment développée chez les géographes russes (en Russie, tout s’explique par l’étendue et le climat[réf. nécessaire]). Cette non-scientificité du paysage, Alain Roger l’oppose à l'environnement : « le paysage ne fait pas partie de l’environnement » (Court traité du paysage). En effet, « l’environnement » est un concept récent, d’origine écologique, et justiciable d’un traitement scientifique ; il regroupe l’eau, la terre, l’air, la végétation, les reliefs : « il est alors équivalent de ce que, mais bien à tort, certains géographes physiciens nomment paysage » qui réduisent ce dernier a son socle naturel. Cependant, comme le rappelle Alain Corbin, un paysage s’inscrit, est « inséré », dans un environnement.
L'analyse scientifique du paysage a longtemps été la propriété exclusive des géographes, avant que d'autres disciplines ne s'en emparent : l'histoire du paysage comme entité géographique et forme du jugement esthétique, l'histoire littéraire et artistique du paysage, la sociologie du paysage, etc., produisent une littérature abondante et font progresser la recherche sur ce thème.

### La question de la temporalité
Le paysage est soumis à des changements temporels et à des cycles tant comme vision que comme production de l'espace.
La notion de paysage et son approche géographique, économique, sociale, esthétique ou écologique font nécessairement appel au temps auquel on se réfère. Quelle que soit la définition donnée du paysage, son observation et son étude confrontent impitoyablement deux êtres vivants, l'un observé et l'autre observateur. Et comme tous êtres vivants, l'un et l'autre sont sujets aux variations séculaires, annuelles, saisonnières ou journalières. L'observé se présente à un moment « T », chargé de son passé, visible ou non, et déjà riche de son devenir, prévisible ou non. De même, l'observateur se présente à un moment « T », chargé de son passé, de ses acquis culturels, sociaux, avec sa propre personnalité, le tout constituant un être également en devenir. Saisir un paysage est donc un moment bref et non renouvelable à court terme. En ce sens, ce que l'on saisit, le paysage, ne peut être considéré que comme une entité unique, personnelle et éphémère. Le paysage n'est que pour ce qu'il est au moment où son observateur le voit. Dans l'absolu, on peut ainsi affirmer que, en dehors de cet instant « T » pour un observateur défini, le paysage n'existe pas.

### La question de la banalisation paysagère
Le géographe J.R. Pitte définit la banalisation des paysages comme « un mélange d'uniformité — de laquelle peut parfois naître l'ennui — et de pauvreté de signification autre que technique ». Processus qui débute dès l'Antiquité, il franchit un pas avec la révolution industrielle dans le monde occidental au XIXe siècle, puis s'accélère au XXe siècle, et notamment durant sa seconde partie, avec l'agriculture paysanne qui laisse place à l'agriculture industrielle marquée par la mise en œuvre de politiques d'aménagements fonciers ruraux (remembrements, rectification des chemins, arasement des haies et destruction des bocages, hydraulique — irrigation, drainage, comblement des points d'eau, modification du cours d'eau par déviation, rectification du lit ou canalisation) et l'urbanisation croissante (étalement urbain et urbanisation des campagnes, s'accompagnant d'opérations d'aménagements fonciers : construction de lotissements standardisés, de zones d'activités et commerciales, d'infrastructures routières).
La banalisation des territoires au détriment du patrimoine paysager peut être mal perçue par les habitants qui dénoncent la désappropriation et la perte de contrôle sur le devenir des paysages qui apparaissent comme les produits de mécanismes économiques sur lesquels les acteurs locaux perdent prise. « En revanche pour les usagers quotidiens, cette dépréciation n'est pas nécessairement perçue tant que les lieux restent appropriés réellement ou symboliquement ».

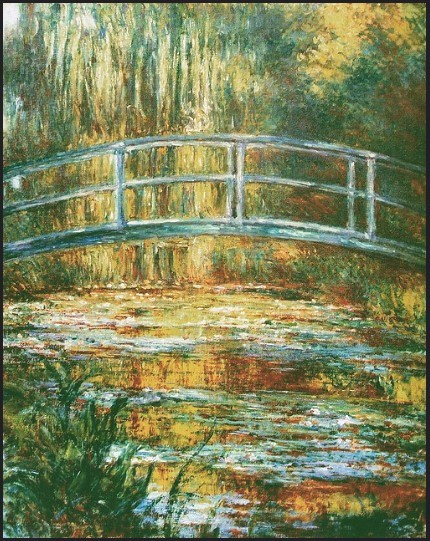
Claude Monet, 'Un Pont sur un Étang de Nénuphars' 1899.

## Approche picturale

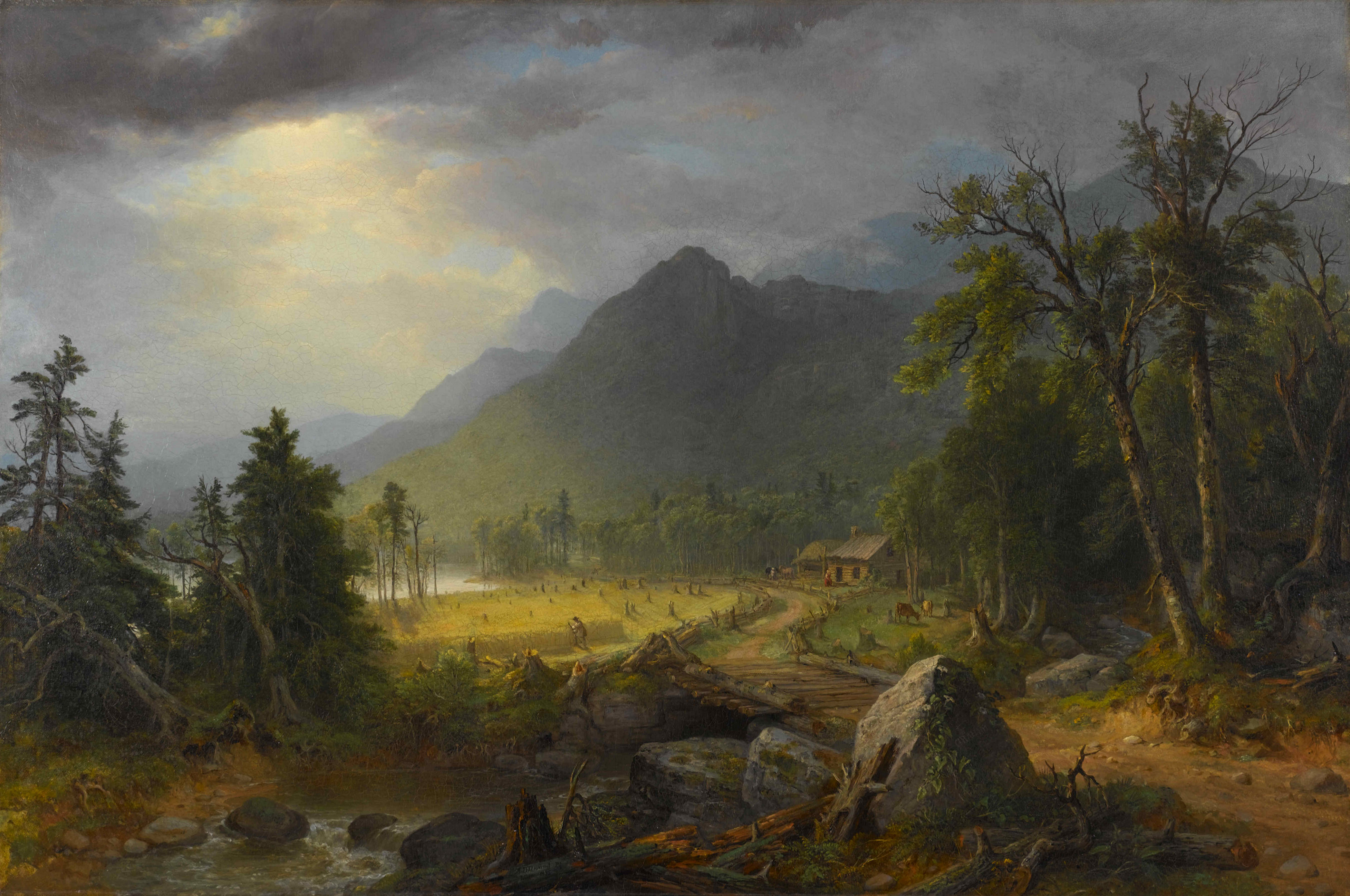
Le paysage est une des grandes sources d'inspiration des peintres et graveurs, surtout depuis la période dite Romantique

Historiquement, le paysage est d'abord une notion artistique, au sens de décor disposant d'une valeur esthétique. Le regard paysager s'est formé dans le monde occidental au contact de l'art pictural et de ses évolutions au début de l'époque moderne, notamment à la Renaissance. La naissance du paysage est liée ainsi à une « médiation par l'art », à un processus d'« artialisation », notion empruntée à Montaigne par Alain Roger, qui permet de passer du pays au paysage. L'intervention de l'artiste et de son regard entraîne « une dualité pays-paysage qui répond à une dualité de type de dualité nudité-nu, la nature étant le « corps dévêtu qui ne devient esthétique que grâce à l'intervention de l'art » : c'est ce processus qu'Alain Roger nomme « artialisation ».

## Approches géographiques

La géographie et la géomorphologie nomment les éléments formels du paysage pour le mieux décrire et expliquer.

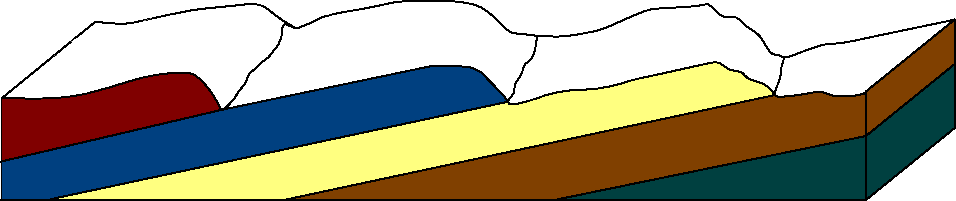
Principe de constitution des Cuestas.

### Histoire de la notion en géographie
À la charnière des XIXe et XXe siècles, la géographie, notamment par l'intermédiaire d'Alexander von Humboldt et Élisée Reclus, reprend à son compte le paysage, jusqu'alors territoire du peintre pour en faire un objet d'étude. Le géographe Paul Vidal de La Blache, cofondateur des Annales de géographie et de la géographie française dite classique, a largement contribué à forger l'approche géographique des paysages dans la seconde moitié du XIXe siècle. Le paysage est alors conçu dans une visée objective et généalogique : il est le résultat des actions des hommes s'adaptant à leur environnement naturel au cours de l'histoire. Il devient un vaste ouvrage où le géographe peut distinguer les éléments naturels des éléments culturels, et leur intime mélange dans bien des régions, se succédant au cours du temps. Cette approche, qui réduisait le paysage à l'ensemble des objets qui le composent a longtemps dominé la pensée géographique française du paysage, mais elle évacuait la question de la subjectivité.
Dans les années 1970-1980, les géographes, sous la houlette de Georges Bertrand, ont commencé à considérer le paysage comme un objet hybride, faisant appel à la fois aux sciences naturelles (géomorphologie, écologie végétale, climatologie) et aux sciences sociales (territorialisation de l'espace, perception, phénoménologie, symboles politiques…). Georges Bertrand a ainsi créé un concept ternaire d'étude : géosystème - territoire - paysage, permettant d'étudier les dynamiques du paysage et son évolution. Une telle conception permettait de rendre compte de l'évolution d'un paysage, dépendant à la fois des processus naturels et des aménagements humains, des perceptions et des idéologies. Dans son article « Paysage et géographie physique globale » (in Revue de géographie des Pyrénées et du Sud-Ouest, 1968), Georges Bertrand, en se référant au paysage, synthétise cette idée en affirmant :

« C'est, sur une certaine portion de l'espace, le résultat de la combinaison dynamique, donc instable, d'éléments physiques, biologiques et anthropiques qui, en réagissant dialectiquement les uns sur les autres, font du paysage un ensemble unique et indissociable en perpétuelle évolution. »

Depuis une vingtaine d'années, l'étude du paysage par les sciences humaines est particulièrement vive en France. Dans cette perspective, « les formes paysagères sont désormais conçues comme des construits, analysés en tant qu'ils sont représentations des rapports des hommes aux lieux ». Le géographe Jean-Robert Pitte par exemple se place dans une posture rompant avec les principes de Vidal de la Blache : il insiste largement sur la place de la subjectivité et de l'évolution des perceptions, à travers nos modes de vie (voiture, avion, train) que les artistes viennent révéler grâce à leurs œuvres. L'historien Alain Corbin élargit aussi la question de la perception paysagère en ne la cantonnant pas qu'au visuel mais à tous les sens. Il a ainsi parlé de « paysage sonore » dans son ouvrage sur les cloches dans les campagnes françaises. La distinction entre une approche naturaliste du paysage et une approche culturaliste a été exprimée le plus fortement par le philosophe Alain Roger dans son essai « Paysage et environnement : pour une théorie de la dissociation » qui en appelle à distinguer les deux notions.
Une définition légale du paysage aujourd'hui largement partagée, à l'échelle européenne, est celle contenue dans la Convention européenne du paysage, signée sous les auspices du Conseil de l'Europe en 2000. Selon cette définition « Le paysage définit une partie de territoire telle que perçue par les populations, dont le caractère résulte de l'action de facteurs naturels et/ou humains et de leurs interrelations ».

### Perception, et effets psychophysiologiques de la naturalité ou de l'anthropisation des paysages
La notion de paysage est diversement perçue selon les contextes et les cultures. On a montré que face à différents types de paysage, ou en regardant différentes photographies de paysage, les personnes ont des réactions physiologiques et psychologiques différentes. On peut aujourd’hui mesurer les réactions physiologiques au moyen de l'électro-encéphalographie (EEG), l'électromyographie (EMG), la fréquence cardiaque (HR), le suivi du regard. Les réactions psychologiques peuvent être évaluées par différents tests, entretiens ou mesures d'attention. En étudiant les réactions psychophysiologiques de personnes placées devant un écran avec différents paysages, on a ainsi montré que certains paysages ont un effet calmant et agréable (montagnes, eau et forêts) pour tous, mais que le cerveau des américains ne réagissait pas avec la même intensité ou pas aux mêmes stimuli que celui des thaïlandais.
En Amérique du Nord, les paysages, et particulièrement ceux du Grand Ouest ou des forêts boréales du Canada, dépassent bien des canons européens. La découverte des grands espaces occidentaux des États-Unis, lors de la seconde moitié du XIXe siècle, a bouleversé ses découvreurs, dignes successeurs d'Alexander von Humboldt. Ils se sont trouvés face à des espaces sauvages, en regard d'une Europe quasi entièrement anthropisée, et d'échelles sans commune mesure avec ceux de l'Ancien Monde. De plus, ce fut l'occasion à un nouveau médium artistique de fournir sa vision du paysage : la photographie, alors que jusqu'à présent la peinture avait eu la charge de cette représentation. Les photographies d'Ansel Adams dans le massif de la Yosemite Valley en sont exemplaires. C'est à cette occasion qu'est forgé le concept de wilderness, difficile à traduire (« sauvageté », « monde sauvage », « naturalité » ?), pour qualifier ces grands espaces vierges proposés comme des mondes à préserver de l'anthropisation.
Même dans les pays très anthropisés, la naturalité d'un paysage, sa richesse et son harmonie, et la présence de l'arbre dans le paysage jouent aussi un rôle important dans le sentiment de paix ou de bien-être qu'il procure. Ainsi au Japon, au début des années 2000, une étude sur l'effet curatif de la végétation existant dans le paysage a montré que 94 % des interrogés à qui l'on demande d'évoquer un paysage bon pour leurs santé et bien-être décrivent spontanément un paysage très naturel, pour 1 % préférant un paysage artificiel. Des variations se dessinent cependant selon l'âge.

### La délicate étude des paysages anciens

#### Les dérives des études morpho-historiques
L’étude de paysage est délicate et controversée. Les tentatives de synthèse d’histoire rurale ou d’histoire du paysage de telle ou telle région, ayant l’ambition d’exploiter des sources écrites et non écrites, sont généralement soit des travaux rapprochant de manière superficielle des données archéologiques, morphologiques et textuelles pour produire un discours historique, soit des ouvrages de paléogéographie lacunaires et parfois anhistoriques.
La cause d’un tel échec est de vouloir réduire le réel à une schématisation systématique dès que celui-ci est perçu comme paysage aux formes complexes. Les historiens ont donc plus fait l’histoire d’un paysage irréel à force d’être réduit à des schématisations successives, que l’histoire la plus « réelle » possible de l’objet.
Or, le paysage n’est pas seulement une structure que l’on peut schématiser : il est un fonctionnement, une interaction dynamique permanente entre des éléments physiques et des éléments sociaux, et l’étude de la morphologie des paysages du passé doit donc être une géographie des espaces des sociétés du passé rendant compte de leurs dynamiques de transformation.

#### Une réalité épistémologique complexe
Étudier un paysage considéré comme fonctionnement, interaction dynamique, est rendue d’autant plus difficile qu’elle s’inscrit dans une situation épistémologique particulière :
- d’une part, l’histoire a pris l’habitude de se priver d’espace, à force de le réduire à un stéréotype, à une idée d’espace[43] ;
- d’autre part, la géographie fut partagée entre géographie physique et géographie humaine ;
- enfin, l’archéologie actuelle est profondément marquée par les sciences du paléoenvironnement, permettant l’accès aux composantes végétales et animales du paysage ancien, et par la géoarchéologie, traitant du sédiment, de son évolution et de sa relation avec les sociétés, de par l’aménagement du paysage et de l’agriculture.

Ainsi, une étude de paysage, qui pourrait être dite « archéologie des paysages », « morphologie dynamique des paysages » ou encore « paléogéographie », est donc au carrefour de plusieurs disciplines.

#### Les voies d’accès à la connaissance du paysage ancien
Connaître et comprendre le paysage implique de rapprocher des disciplines et points-de-vue différents pour notamment :
- exploiter des textes, des atlas, des inscriptions, cartes, itinéraires, toponymie, etc. ;
- Prospecter (approche spatiale et matérielle), afin d'exploiter des sources archéologiques pour connaître l'histoire et les impacts des structures (agraires ou autres) et pour permettre une écologie rétrospective, l'étude des paléopaysages et une archéomorphologie.

#### Vers une nouvelle organisation des champs scientifiques
Pour une étude de paysage, il ne suffit pas d’articuler entre elles des disciplines autonomes (histoire, géographie, etc.) possédant leur propre méthode et leur corpus documentaire. En effet, le paysage est à la marge de disciplines qui ne s’articulent pas vraiment :
- l’histoire, analysant les textes ;
- la géographie, analysant les régimes agraires et les phénomènes d’urbanisation ;
- l’archéologie, étudiant les sites ;
- la géologie des profondeurs.

L'étude de paysage appelle donc une nouvelle organisation des champs scientifiques permettant une approche systémique. Ces questions ont été largement traitées par Gérard Chouquer (directeur de la rédaction des Études rurales), François Favory ou encore Philippe Leveau.

## Approche écologique

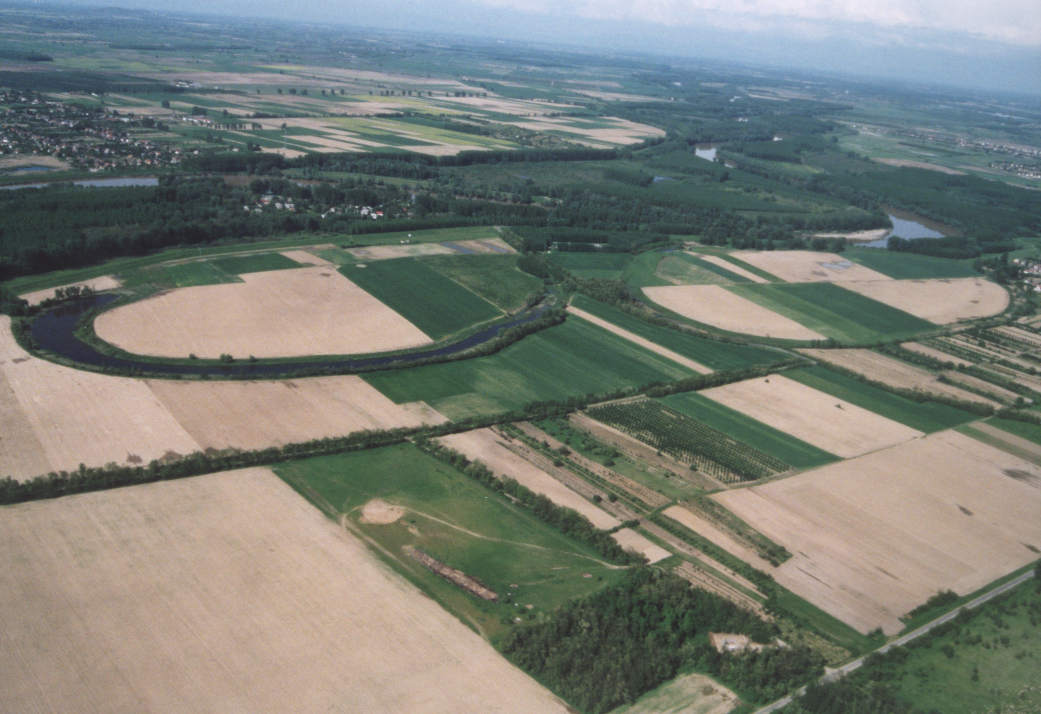
Les formes et éléments naturels du paysage renseignent sur son histoire et son fonctionnement écologique (bras-morts, alluvions et anciens méandres ici par exemple).

(mars 2013).

### Écologie du paysage
Le paysage naturel fait désormais l'objet d'un discipline scientifique à part entière, l'écologie du paysage, et peut être considéré comme un patrimoine commun à préserver.
En aménagement du territoire, la prise en compte des aspects paysagers d'un quelconque projet d'aménagement (rénovation, remembrement agricole, autoroutes, etc.) est désormais presque obligatoire. En effet, le Plan local d’urbanisme des communes doit désormais le prendre en compte, et des lois comme celle du 8 janvier 1993 (dite « loi Paysage ») permet la protection du paysage en tant que tel. Ainsi, la plupart des projets d'aménagement, comme les plans de gestion des espaces naturels, comportent au préalable une analyse paysagère du milieu.
En application des principes de la Convention européenne du paysage, les pays de l'Union européenne sont tenus d'inventorier leurs paysages dans un souci d'aménagement, de gestion ou de préservation. En France, cet inventaire est réalisé sous la forme d'atlas de paysages, à l'échelle départementale ou régionale.

## Approche politique

### Politiques publiques du paysage en France
L’administration du paysage est encore récente. La première loi s’y rapportant date de 1906 et la stabilisation du service qui en a la charge s’est opérée en 1995 avec la création de la sous-direction des sites et paysages au sein de la direction de la nature et des paysages au ministère de l'écologie et du développement durable. Emmanuelle Heaulmé (École d’architecture et de paysage, Bordeaux) distingue trois grands modèles de perception et d’action qui, au cours du XXe siècle, ont ordonné la patrimonialisation des paysages :
- le « paradigme du pittoresque » : le paysage s’impose comme objet patrimonial dans la mesure où il se prête à un rapprochement avec une œuvre peinte (lois 1906 et 1930 sur les sites et monuments naturels) ;
- le « paradigme de l’environnement » à partir des années 1950 : inscription et classement, dans les années 1960 et 1970, de grands paysages naturels (ex. Landes et Gironde), et apparition d'une nouvelle politique qui s’attache, au-delà de la simple protection, à mettre en œuvre une véritable gestion des sites ;
- le « paradigme du paysage culturel » depuis les années 1980 : attention portée au paysage en tant que forme sensible d’une interaction dynamique du naturel et du social (notion de « patrimoine commun de la nation », selon la loi du 7 janvier 1983, article L. 110 du Code de l'urbanisme, instituant les ZPPAU).

#### Protection des paysages exceptionnels
L’État, en Occident, s’est donc peu à peu doté de pouvoirs règlementaires importants, notamment en faveur des paysages exceptionnels dits patrimoniaux. La loi française de 1930 relative à la protection des monuments naturels et des sites de caractère artistique, historique, scientifique, légendaire ou pittoresque permet le classement des paysages les plus exceptionnels au titre des sites. Le classement offre une protection renforcée en comparaison de l'inscription, en interdisant, sauf autorisation spéciale du ministre compétent, la réalisation de tous travaux tendant à modifier l'aspect du site. Par ailleurs, les directives de protection et mise en valeur des paysages visent à assurer de façon sélective la préservation et la mise en valeur des principaux éléments structurants d’un paysage. Il existe également d'autres instruments de protection pour la sauvegarde des espaces naturels exceptionnels comme les réserves naturelles nationales, les parcs nationaux, les réserves biologiques, etc. Enfin, on peut citer l'apparition de règles spécifiques dans certains espaces fragiles ou convoités, comme la loi montagne et la loi littoral, ou la création d'un sanctuaire pour les mammifères marins en Méditerranée (« sanctuaire Pelagos », accord fait à Rome le 25 novembre 1999).
À l'échelle internationale, le classement au patrimoine mondial de l'UNESCO reconnaît des sites d'une valeur patrimoniale exceptionnelle universelle pour l'humanité. Ce classement a été introduit par la Convention concernant la protection du patrimoine mondial, culturel et naturel en 1972. En 2008, 33 sites sont classés au patrimoine mondial, culturel et naturel en France et 878 dans le monde. À noter, le classement du Val de Loire de Sully-sur-Loire à Chalonnes sur plus de 85 000 ha en tant que paysage culturel exceptionnel.

#### Vers une politique des paysages du quotidien
En France, en 1971 a été créé un ministère chargé de la protection de la nature et de l'environnement, et depuis 1995, le ministre chargé de l’environnement et du développement durable est, au sein du gouvernement, responsable de la politique des paysages, cadrée notamment par la loi paysage. Depuis 1989, le ministère décerne un prix du paysage chaque année à des paysagistes et des collectivités pour leurs projets.
Il faut enfin rappeler que la plupart des instruments de protection paysages relève des collectivités locales. Les élus locaux jouent un rôle central car ils se font les porte-parole des attentes de leurs administrés et ils justifient la pertinence locale des problèmes paysagers avec une argumentation sociale.
On constate donc la progressive mise en place d’une véritable politique des paysages, laquelle a pour objectif de « préserver durablement la diversité des paysages français ».
La mise en productions diverses et aménagements de la nature par les paysans est de première influence sur les paysages. Parfois, une conscience aigüe de ce pouvoir et un amour certain pour leur « pays » les transforment en paysagistes.
La gestion des jardins et des espaces verts a donné lieu à une forme de spécialisation de l'architecture qui prend en compte les particularités de la mise en valeur, de la construction ou de la modification des paysages ou de portions de paysages.
On parle alors des activités de paysagistes, d'ingénieurs paysagistes ou d'architectes-paysagistes, selon les contextes.

#### Les sites classés et inscrits
La loi du 21 avril 1906 portant sur la protection des monuments naturels et des sites en France a été modifiée par la loi du 2 mai 1930 (articles L. 341-1 à 22 et R. 341-1 à 31 du code de l'environnement). Elle vise les sites de caractère artistique, historique, scientifique, légendaire ou pittoresque et dont la qualité appelle, au nom de l’intérêt général, la conservation en l'état et la préservation de toutes atteintes graves. Elle prévoit 2 niveaux de protection, le classement et l’inscription. Les premiers sites protégés ont concerné des éléments paysagers ponctuels ou des curiosités naturelles (rochers, cascades, fontaines ou arbres isolés, etc), puis des points de vue ou des écrins de patrimoine (perspectives de châteaux ou leurs parcs, etc). La tendance est désormais à la protection d’ensembles paysagers ou de sites naturels plus vastes (vallées, gorges, marais, caps, etc) pouvant couvrir plusieurs milliers d’hectares.

#### Les Opérations Grand Site et le label Grand Site de France
Une Opération Grand Site (OGS) est une démarche de l’État proposée aux collectivités territoriales pour répondre aux difficultés que posent l’accueil des visiteurs et l’entretien des sites classés de grande notoriété soumis à une forte fréquentation touristique. Elle permet de définir et de mettre en œuvre un projet concerté de restauration, de préservation et de mise en valeur du territoire.
Une OGS poursuit trois objectifs :
- restaurer et protéger activement la qualité paysagère, naturelle et culturelle du site ;
- améliorer la qualité de la visite (accueil, stationnements, circuits, information, animations) ;
- favoriser le développement socio-économique local[48].

#### Les sites inscrits sur la Liste du patrimoine mondial
En 1972, les États membres de l’Unesco ont adopté la Convention concernant la protection du patrimoine mondial, culturel et naturel. Ce traité international a été ratifié par la France en 1975. L’inscription d’un bien sur la liste du patrimoine mondial consacre sa valeur et lui vaut d’être préservé au titre du patrimoine de l’humanité. Elle n’entraîne pas de contraintes règlementaires directes mais l’État s’engage à protéger, conserver et mettre en valeur chaque bien. Les biens inscrits sont reconnus pour leur « valeur universelle exceptionnelle ». Il s’agit soit de biens culturels (monuments, villes mais aussi paysages culturels), soit de biens naturels (parcs naturels, réserves, îles), ou encore de biens mixtes.

#### Les atlas de paysages
En 1994, l’État a lancé un vaste programme d’atlas régionaux, puis départementaux des paysages.
Les atlas de paysages sont réalisés à l’initiative des services déconcentrés du ministère chargé des paysages (DDT, Dreal) ou des collectivités territoriales. Ils sont associés généralement à un comité de pilotage regroupant différents services ou partenaires impliqués dans la gestion des paysages (CAUE, PNR, associations…). Leur réalisation est confiée à des professionnels, paysagistes ou des équipes pluridisciplinaires ayant des compétences en géographie, urbanisme ou encore sur le grand paysage.
La réalisation d’un atlas permet de développer la connaissance sur un territoire donné, de manière partagée. Il s’intéresse à l’ensemble des paysages de l’aire d’étude, urbains et périurbains, naturels, agricoles ou forestiers, préservés ou dégradés, dans des secteurs remarquables ou plus communs.

#### L’observatoire photographique national du paysage
Le ministère chargé de l’Écologie a engagé la création de l’Observatoire photographique du paysage en 1991, avec pour objectif de constituer un fonds de séries photographiques qui permette d’analyser les mécanismes et les facteurs de transformations des espaces ainsi que les rôles des différents acteurs qui en sont la cause de façon à orienter favorablement l’évolution du paysage. Il cherche à mieux faire connaître la diversité des paysages qui composent le territoire et surtout à suivre leurs évolutions.

#### Écoles d'architecture et de paysage

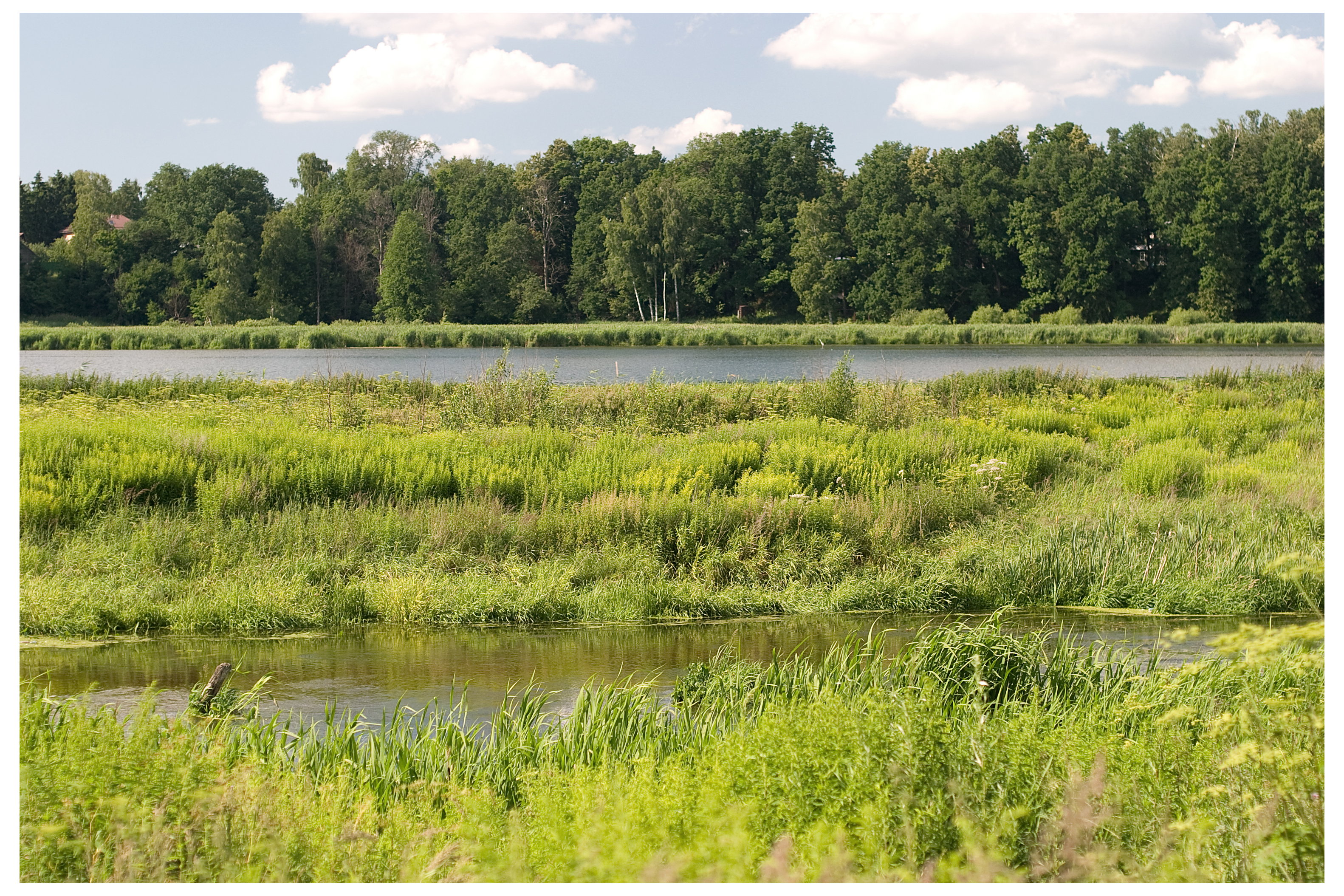
Le caractère visible ou caché de l'horizon fait parler de paysage « ouvert » ou « fermé ».
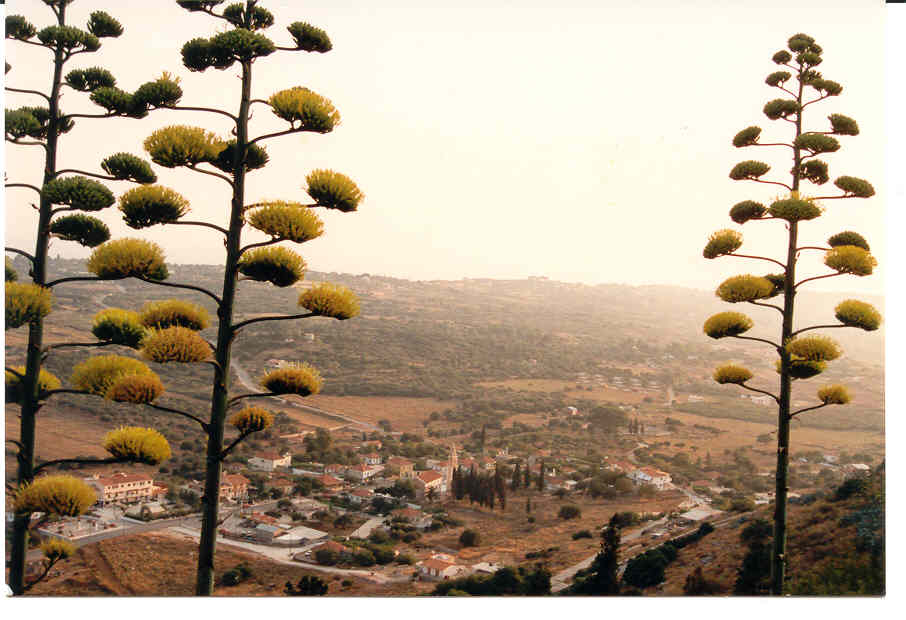
Les effets de premier plan, ou de plans successifs donnent plus ou moins de profondeur au paysage.
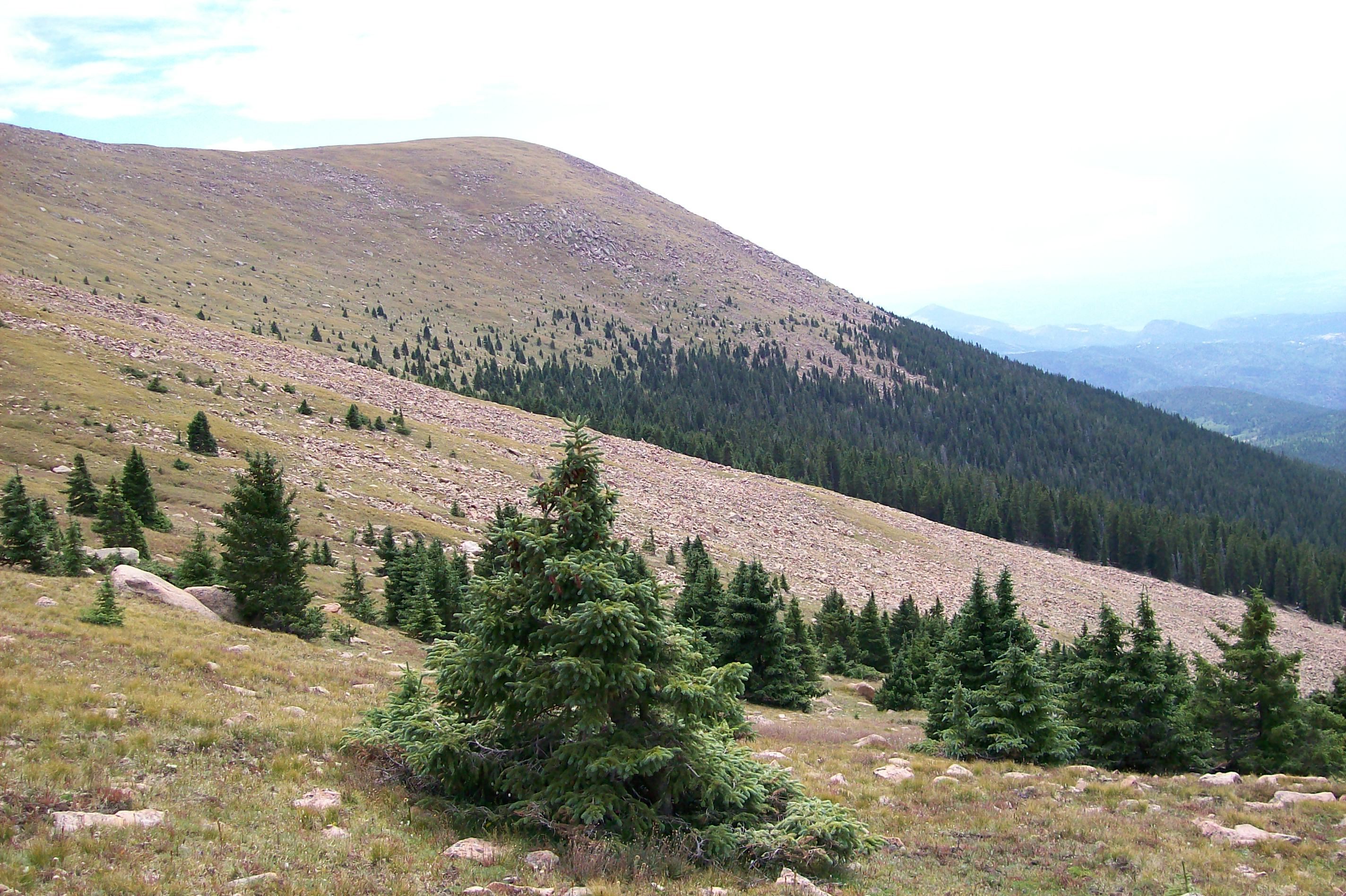
Le gradient climatique lié à la latitude et à l'altitude contrôle la flore et modèle le paysage.

## Acteurs professionnels modelant le paysage directement ou indirectement
- Les aménageurs
- Les agriculteurs
- Les ingénieurs
- Les paysagistes
- Les urbanistes

### Glossaire
- Glossaire du Conseil de l'Europe sur les paysages (Glossary of the Information System of the Council of Europe |Landscape Convention Spatial planning and landscape| n°106) (en)